# Pedro Américo
Pour les articles homonymes, voir Américo (homonymie).
Pedro Américo de Figueiredo e Melo, dit Pedro Américo (Areia, 29 avril 1843 - Florence, 7 octobre 1905) est un romancier, un poète, un scientifique, un théoricien de l'art, un essayiste, un philosophe, un professeur, un politicien, mais on se souvient surtout de lui comme l'un des peintres académiques les plus importants du Brésil.
Dès son plus jeune âge, il a montré un penchant pour les arts, étant considéré comme un enfant prodige. Encore très jeune, il participe en tant que dessinateur à une expédition de naturalistes à travers le nord-est, et reçoit le soutien du gouvernement pour être diplômé de l'Académie impériale des Beaux-Arts de Rio de Janeiro. Il a fait sa formation artistique à Paris, étudiant auprès de grands maîtres, mais il s'est également consacré aux sciences et à la philosophie. Peu après son retour au Brésil, il commence à enseigner à l'Académie et entame une carrière fructueuse, se faisant connaître par de grandes peintures de caractère civique et héroïque, s'insérant dans le programme de civilisation et de modernisation du pays promu par l'empereur Pierre II, dont l'Académie impériale était le bras régulateur et exécutif dans le domaine artistique.
Son style de peinture, en accord avec les grandes tendances de son époque, a fondé des éléments néo-classiques, romantiques et réalistes, et sa production est l'une des premières grandes expressions de l'art académique brésilien dans sa phase d'apogée, laissant des œuvres qui restent vivantes aujourd'hui dans l'imaginaire collectif de la nation, comme Batalha do Avaí, Fala do Trono, Independência ou Morte! et Tiradentes esquartejado, reproduites par millions dans les livres scolaires de tout le pays. Dans la seconde moitié de sa carrière, il s'est concentré sur des thèmes directeurs, allégoriques et bibliques, qu'il préférait personnellement et dont le marché était en expansion, mais cette partie de son travail, à son époque très populaire, s'est rapidement démodée, n'a pas reçu l'attention des experts modernes et reste très peu connue.
Pedro Américo a passé sa carrière entre le Brésil et l'Europe, et dans les deux endroits, son talent a été reconnu, recevant de grandes faveurs de la critique et du public mais soulevant également des opposants passionnés et tenaces. Pour les nouvelles avant-gardes, Pedro Américo était un peintre aux dons indéniablement rares, mais était surtout devenu l'un des principaux symboles de tout ce que le système académique avait de conservateur, d'élitiste et de distant de la réalité nationale. Bien que les modernistes aient impitoyablement tenté d'éclipser son étoile — comme celles de tous les académiciens —, ses grands mérites artistiques font certainement de lui l'un des plus grands peintres que le pays ait jamais produits, et l'un des plus renommés, pour les débats brûlants qu'il a suscités dans son travail institutionnel, culturel et politique, dans un moment critique d'articulation d'un nouveau système de symboles pour un pays sortant tout juste de la condition de colonie et de consolidation d'un nouveau système artistique sur des bases méthodologiques et conceptuelles modernes.
Il a acquis une sophistication intellectuelle absolument inhabituelle pour les artistes brésiliens de son temps, s'intéressant à une grande variété de thèmes et cherchant une solide préparation. Il a obtenu une licence en sciences sociales à la Sorbonne et un doctorat en sciences naturelles à l'Université libre de Bruxelles. Il a été directeur de la section des antiquités et de la numismatique du Musée impérial et national, professeur de dessin, d'esthétique et d'histoire de l'art à l'Académie impériale, et député constitutif du Pernambouc. Il a laissé une volumineuse production écrite sur l'esthétique, l'histoire de l'art et la philosophie, où, inspiré par le modèle classique, il accorde une attention particulière à l'éducation comme base de tout progrès et réserve un rôle supérieur à l'art dans l'évolution de l'humanité. Il a reçu plusieurs hommages et distinctions, dont le titre de peintre historique de la Chambre impériale, l'Ordre de la Rose et l'Ordre du Saint-Sépulcre. Il a également laissé quelques poèmes et quatre romans, mais tout comme ses textes théoriques, ils sont aujourd'hui peu connus.

## Biographie

### Jeunesse
Pedro Américo de Figueiredo e Melo naît à Areia, dans l'État de Paraïba, au nord-est du Brésil, le 29 avril 1843. Fils de Daniel Eduardo de Figueiredo et de Feliciana Cirne, Pedro Américo est le frère de Francisco Aurélio de Figueiredo e Melo (pt), également peintre. Bien que n'ayant pas beaucoup de ressources, sa famille est sensibilisée aux arts et dès son plus jeune âge, Pedro trouve chez lui le stimulant nécessaire au développement d'un talent précoce, notamment la musique, enseignée par son père Daniel, qui en plus d'être marchand était violoniste et l'a également initié au dessin en lui présentant des livres sur des artistes célèbres.

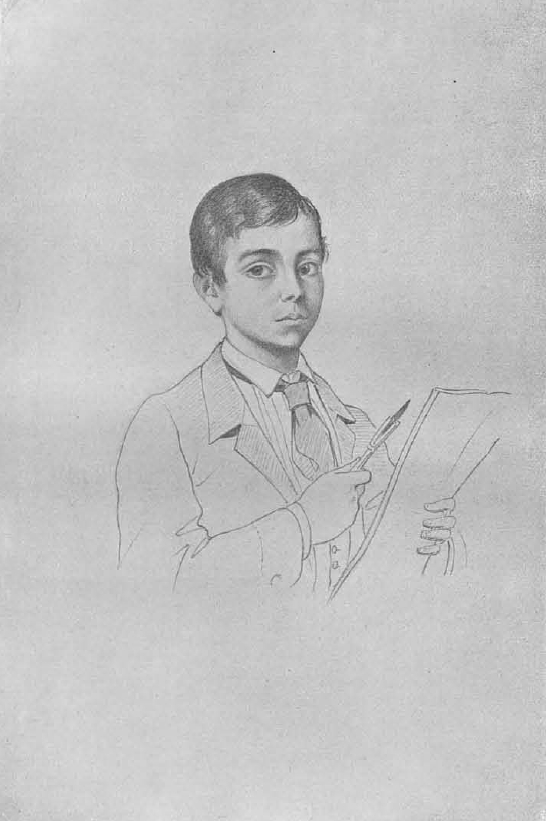
Autoportrait à 11 ans, paru dans Revista moderna (vol. 3, numéro 30, avril 1899, Paris : Martinho Botelho).

Pedro Américo a beaucoup dessiné et bientôt la renommée d'un jeune prodige se répand dans toute la ville. Lorsqu'une expédition scientifique y arrive en 1852, son chef, le naturaliste Louis Jacques Brunet, lui rend visite et peut apprécier une série de copies d'œuvres classiques réalisées par le garçon. Voulant le tester pour prouver son habileté, il arrange quelques objets et les fait dessiner par Pedro Américo en sa présence ; le garçon les reproduit avec une grande similitude. Impressionné, Brunet décide de l'engager comme concepteur d'expéditions, de sorte que le jeune artiste accompagne le Français pendant un voyage de vingt mois à travers une grande partie du Nord-Est brésilien. En 1854, à seulement onze ans, muni de plusieurs lettres de recommandation, Pedro Américo est admis à l'Académie impériale des Beaux-Arts (AIBA) de Rio de Janeiro. Cependant, il ne peut commencer immédiatement ; il passe alors une saison au Colégio Pedro II, étudiant le latin, le français, le portugais, l'arithmétique, le dessin et la musique, se distinguant parmi ses camarades par son application et son intelligence. Ses lettres à la famille révèlent un étudiant conscient de ses responsabilités, et un désir encore incertain de se consacrer à la peinture d'histoire était déjà né en lui,.

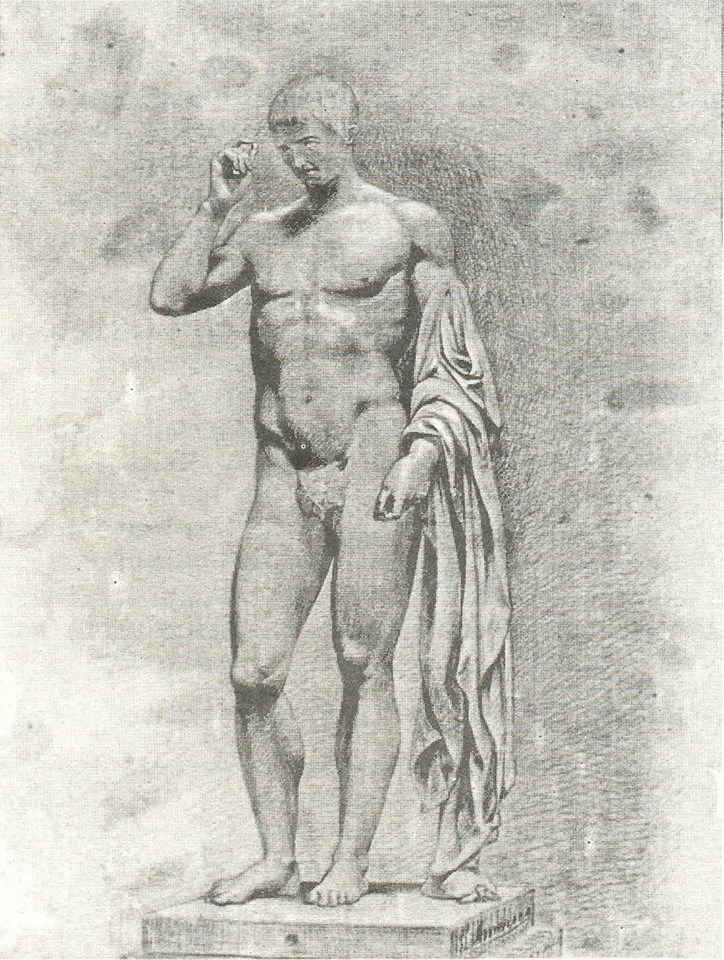
Dessin au fusain et à la craie copiant une sculpture en plâtre (1858, Musée national des Beaux-Arts).

En 1856, il entre dans le cours de dessin industriel de l'Académie, et ses progrès sont tout aussi brillants, puisqu'il remporte 15 médailles en dessin, géométrie et modèle vivant. Il est surnommé « médailles du pape » par le directeur de l'institution, l'artiste et savant Manuel de Araújo Porto-Alegre, qui aura une grande influence sur lui et deviendra son beau-père. Avant même de terminer le cours, il obtient une bourse de l'empereur Pierre II pour aller se perfectionner en Europe,,. Peu avant l'embarquement, une maladie diagnostiquée comme « colique au plomb » se manifeste ; semble-t-il causée par une intoxication au peintures qu'il utilise, elle l'accompagnera toute sa vie.
Après un voyage douloureux et cahoteux, Pedro Américo arrive à Paris à la mi-mai 1859. Il visite immédiatement les musées, les monuments, les palais et les galeries d'art de la ville et s'inscrit à l'École nationale supérieure des Beaux-Arts, où il est l'élève d'Ingres, Léon Cogniet, Hippolyte Flandrin, Horace Vernet et Sébastien Cornu,,. Par son contrat de bourse, il doit strictement obéir à la discipline de l'académie et envoyer régulièrement des travaux au Brésil afin de certifier ses progrès, y compris des études de modèle vivant et des copies d'œuvres de maîtres consacrés, parmi lesquels Guido Reni (Déjanire enlevée par le centaure Nessus) et Théodore Géricault (Le Radeau de La Méduse). Américo remporte au Salon de Paris deux prix de première classe, mais ne s'intéresse pas aux grands salons académiques, qu'il considère comme non représentatifs.
Comme il nourrit d'autres intérêts culturels que l'art, Pedro Américo étudie également pendant son séjour à l'Institut de physique d'Adolphe Ganot, au cours d'archéologie de Charles Ernest Beulé, est obtient un diplôme en sciences sociales à la Sorbonne, approfondissant l'architecture, la théologie, la littérature et la philosophie, et suit les cours de Victor Cousin, Claude Bernard et Michael Faraday au Collège de France et au Conservatoire des Arts et Métiers. Durant cette période, il écrit de nombreux essais sur les relations entre l'art, la science et le progrès social, thème sur lequel il défendra sa thèse. En 1862, il se rend en Belgique, s'inscrit à l'Université libre de Bruxelles, mais ne suit que peu de cours,,. Toutes ces études marquent profondément son caractère et sa pensée, et Américo commence à se consacrer aux études classiques et à réfléchir sur la responsabilité civile de l'artiste et son engagement politique. C'est là qu'il commence à organiser sa philosophie synthétique, où les arts sont, pour lui, les véritables promoteurs du progrès social, et doivent être cultivés sur une matrice humaniste, à l'instar des Grecs classiques et de la Renaissance,. À cette époque, il visite également le Salon des refusés, à Paris, où sont exposés des artistes qui restent en marge du circuit officiel, ce qui est important pour le mettre en contact avec les avant-gardes pré-modernistes.

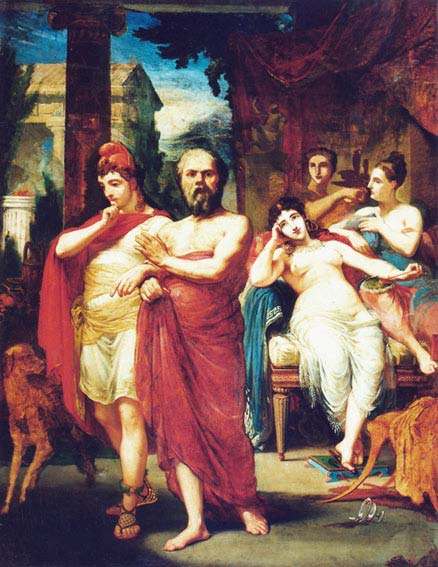
Sócrates afastando Alcebíades dos braços do vício (1861, Musée Dom-João-VI).

En proie un moment à des difficultés financières, Pablo Américo réussi tout de même à quand aller au bout de sa pension académique de l'Assemblée provinciale de Paraíba en 1863. L'année suivante, lors d'une visite de l'Écosse par bateau, il est sauvé d'un naufrage. Il retourne la même année au Brésil, convoqué par l'empereur pour participer à un concours pour obtenir un poste de professeur de dessin figuratif dans le cours de dessin industriel de l'Académie impériale. Il gagne le concours en présentant l'œuvre Sócrates afastando Alcebíades dos braços do vício (« Socrate repoussant Alcibiade des bras du vice »), mais décline le poste. Il visite son Areia natale — qu'il dépeindra dans ses romans —, où il rencontre un frère né l'année de son départ et s'inquiète de la pauvreté de ses proches. De retour à Rio de Janeiro, il publie une série d'essais pionniers sur l'esthétique et l'histoire de l'art dans le journal Correio Mercantil, mais peu après, demandant un congé sans solde, il est repart en Europe,.
En 1865, Pedro Américo parcourt plusieurs pays, en grande partie à pied. Il part de Paris et passe par Strasbourg, le grand-duché de Bade, les Pays-Bas et le Danemark. Puis il continue à travers le Maroc et l'Algérie — une sorte de lieu de pèlerinage artistique pour de nombreux peintres orientalistes attirés par les décors exotiques —, la Sicile et les îles grecques. En Algérie, il travaille comme dessinateur pour le gouvernement français, en faisant des dossiers sur les personnages masculins, les paysages et les animaux de la région. Il ne publie son premier roman, Holocauste, en français, qu'en 1882,,.
Ses finances sont à nouveau serrées, il a faim et doit faire des dessins et des portraits dans les cafés pour survivre. Américo reçoit une médaille d'or à l'Académie impériale pour la toile A Carioca (« La Carioca »), un nu sensuel refusé par l'empereur, à qui il avait été offert. Il charge un ami de Rio de Janeiro de revendre le prix afin de pouvoir se sustenter grâce aux revenus obtenus,.

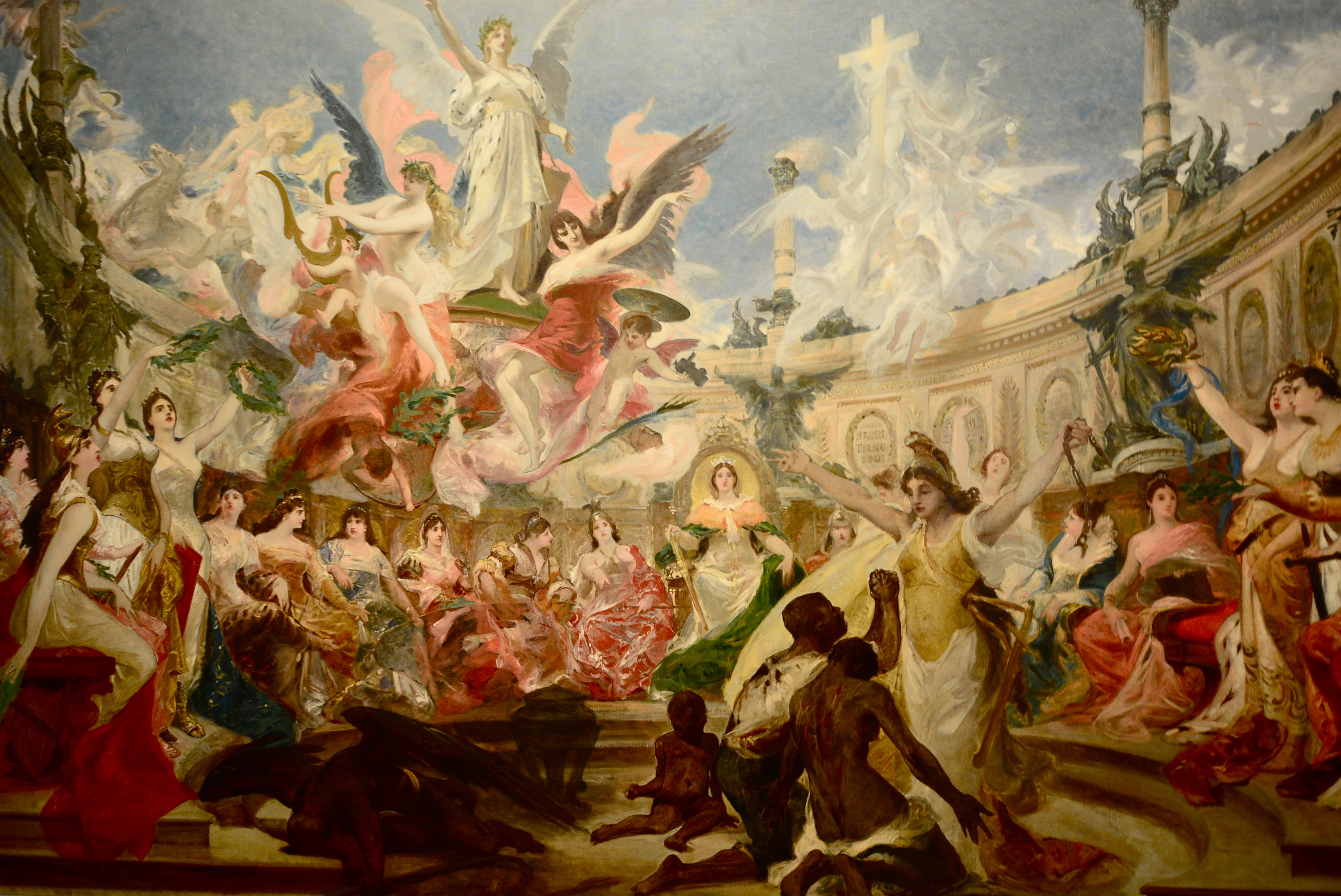
Visão de São Paulo (Acervo Artístico-Cultural dos Palácios do Governo do Estado de São Paulo).

En 1868, Pedro Américo soutient la thèse A Ciência e os Sistemas: Questões de História e Filosofia Natural (« La Science et les systèmes : questions d'histoire et de philosophie naturelle ») à la Faculté des sciences de l'Université de Bruxelles ; il obtient ainsi un diplôme de docteur en sciences naturelles, approuvé avec mérite, et est nommé en janvier de l'année suivante comme professeur assistant. Cette approbation a été rapportée dans plusieurs journaux brésiliens et belges en termes extrêmement élogieux, conférant à l'événement un caractère scientifique, et selon son premier biographe, elle lui a valu l'Ordre équestre du Saint-Sépulcre de Jérusalem, accordé par le pape Pie IX. Les peintures São Marcos, Visão de São Paulo et Cabeça de São Jerônimo datent de cette période. Dans le même temps, le gouvernement fait pression sur lui pour qu'il revienne et prenne son poste d'enseignant à l'AIBA,,,,.

### Consécration
Pedro Américo cède et rentre dans son pays en 1869, après s'être arrêté au Portugal, où il épouse à la fin de l'année Carlota (1844-1918), fille de Manuel de Araújo Porto-Alegre, alors consul du Brésil à Lisbonne. Avec elle, il aura plus tard trois enfants. Il arrive à Rio au début de 1870 et commence à se consacrer à la peinture mythologique, d'histoire et aux portraits. À l'Académie impériale, il enseigne l'archéologie, l'histoire de l'art et l'esthétique. Il écrit, commence à diriger les sections de numismatique et d'archéologie du Musée impérial et national, et réalise des caricatures pour la revue A Comédia Social,,.

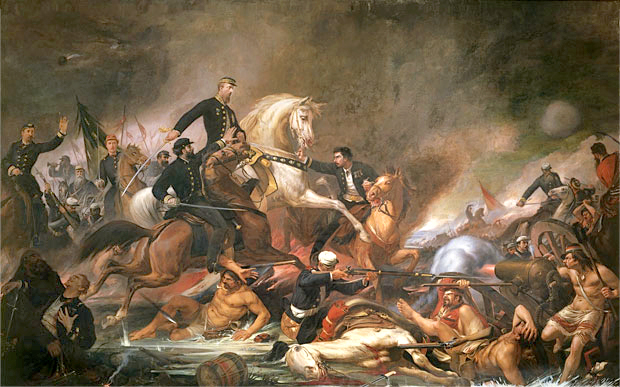
Batalha do Campo Grande (1871, Musée impérial du Brésil).

À son retour d'Europe, Américo est un peintre encore inconnu des Brésiliens. Une carrière d'enseignant n'offre pas beaucoup de perspectives de gloire et de fortune, le marché de l'art brésilien est encore naissant, et il aurait une personnalité difficile, fière et autonome, ce qui lui vaut plusieurs désaffections. Cependant, profitant de la vague de patriotisme déclenchée par la victoire brésilienne dans la guerre de la Triple-Alliance, et encouragé par l'empereur, il peint la toile Batalha do Campo Grande (« Bataille de Campo Grande », 1871), une composition de grandes dimensions dans laquelle il cherche à faire l'éloge de la monarchie et du principal héros de la bataille, le comte d'Eu Gaston d'Orléans. Gagnant le soutien de la presse, il organise une intense campagne de promotion de son travail. Entre août et septembre 1871, il ne se passe presque aucune journée sans que les journaux cariocas ne parlent de l'artiste ou de la toile, qui est visitée par plus de 60 000 personnes,. À la même époque, Luís Guimarães Júnior publie une petite biographie très romancée sur l'artiste, qui connaît une large diffusion et accroît sa popularité. En conséquence, à la fin de l'année, Américo devient un peintre célèbre dans tout le pays, recevant des ordres et des distinctions, comme l'Ordre impérial de la Rose au rang d'Officier (plus tard promu Grand Dignitaire puis Commendataire) et le titre de Peintre historique de la Chambre impériale. Il devient cependant également le centre d'une grande controverse,,,.

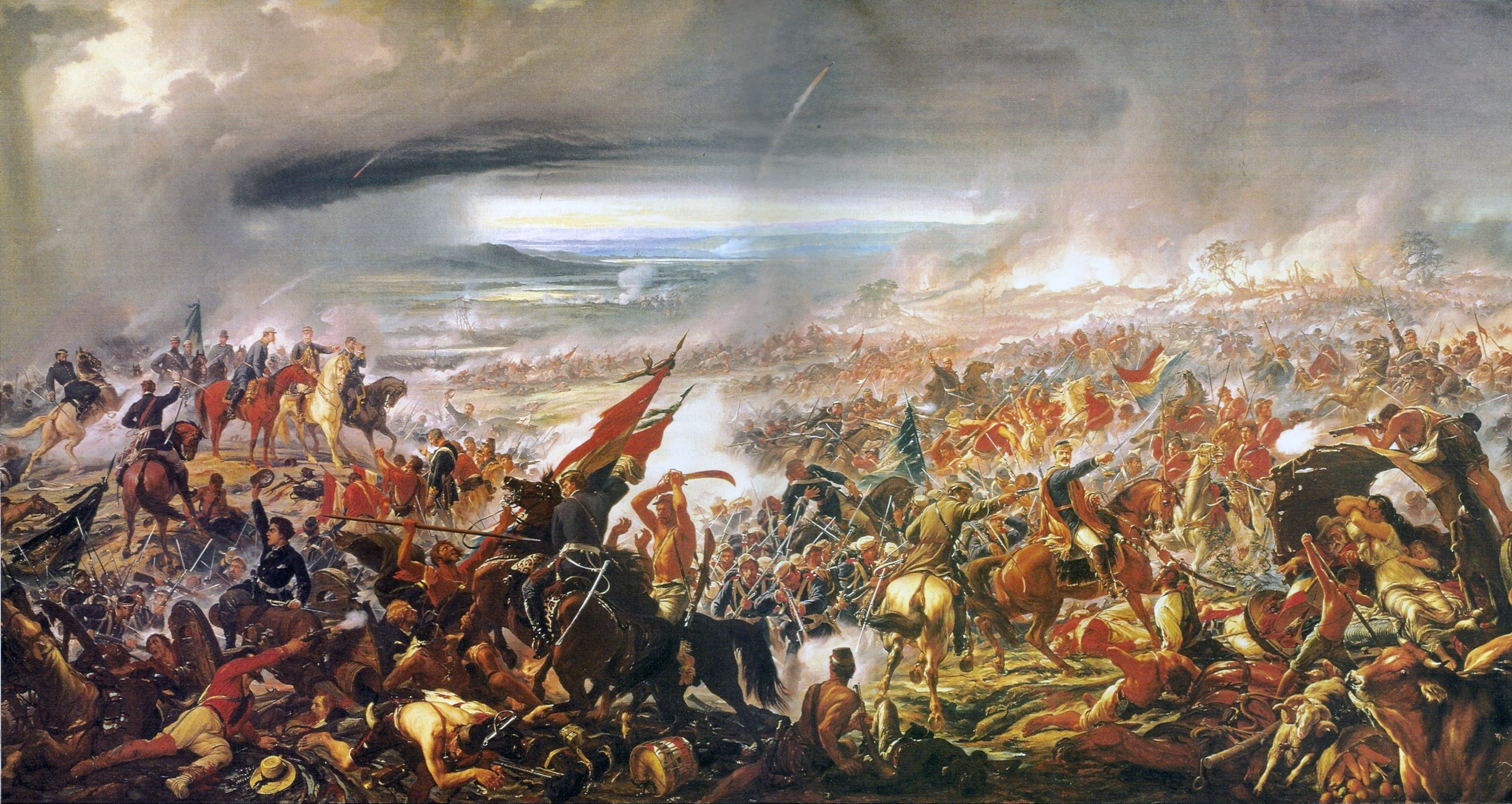
Batalha do Avaí (entre 1872 et 1877, Musée national des Beaux-Arts).

C'est également à cette époque et dans le même esprit qu'il réalise les tableaux Fala do Trono (« Discours du Trône »), Ataque à Ilha do Carvoeiro (« Attaque de l'île de Carvoeiro »), Passo da Pátria (« Passage de la Patrie ») et Passagem do Chaco (« Passage du Chaco ») et qu'il commence les esquisses pour une commande du gouvernement qui sera l'un de ses plus grands chefs-d'œuvre, Batalha do Avaí (« Bataille d'Avaí », 600 × 1 000 cm), qu'il exécute à partir de 1872 à Florence et qui ne sera achevée qu'en 1877. Exposée pour la première fois à Florence, encore inachevée, elle fait sensation auprès des amateurs d'art qui sont réunis en grand nombre dans la ville pour les célébrations du quatrième centenaire de la naissance de Michel-Ange. Cette œuvre, ainsi qu'un discours qu'il a prononcé en deux langues devant la statue de David sur le maître de la Renaissance, répandent sa renommée dans toute l'Europe. Le gouvernement italien demande à l'artiste de présenter un portrait devant les plus grands artistes de tous les temps dans la galerie de portraits des Offices, parmi ceux d'Ingres et de Flandrin, ses propres maîtres,,,,.

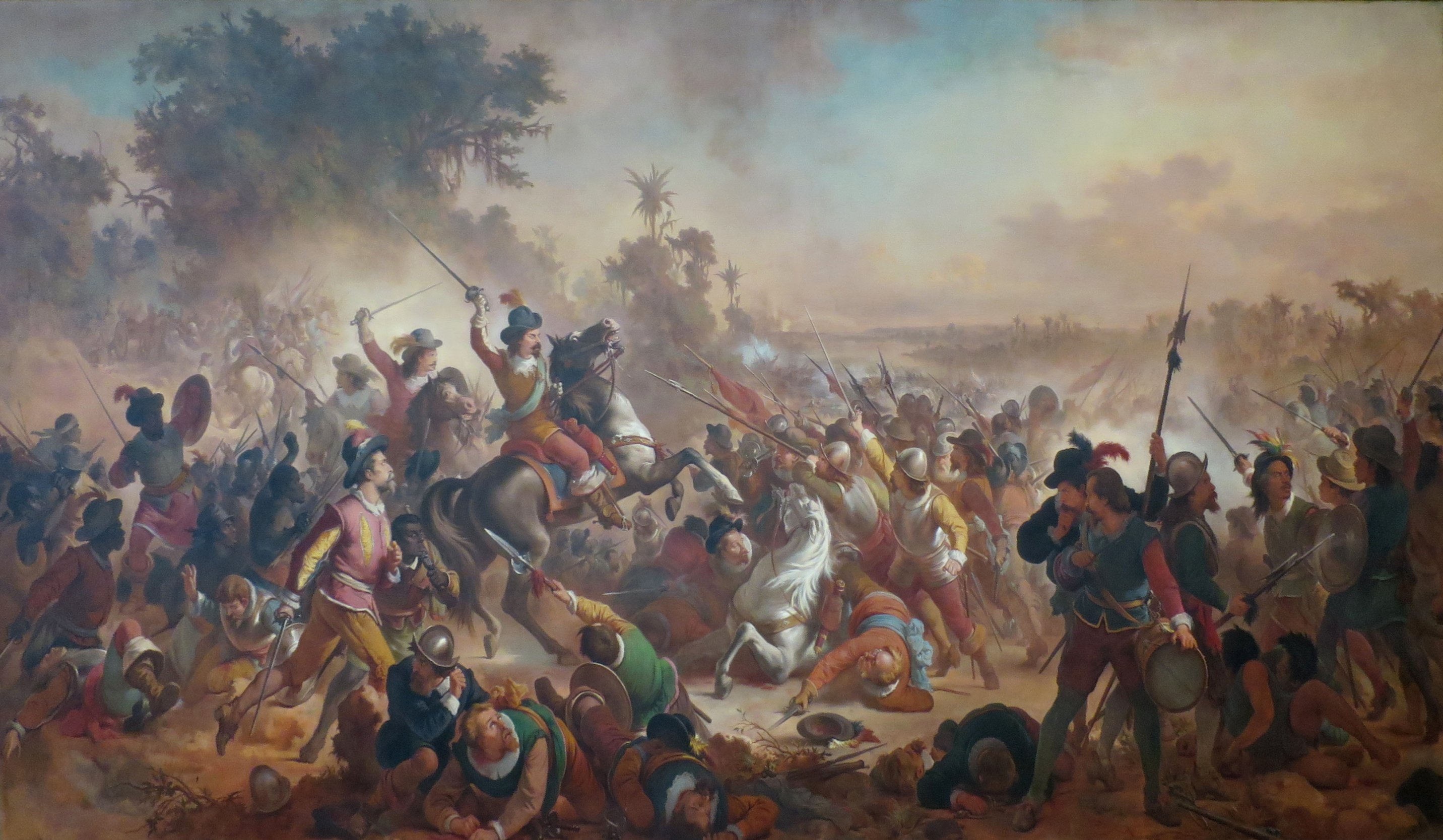
Victor Meirelles, Batalha dos Guararapes (de 1875 à 1889, Musée national des Beaux-Arts).

Lorsqu'elle est exposée au Brésil, à l'exposition générale de l'AIBA de 1879, à côté de la Batalha dos Guararapes (« Bataille de Guararapes ») de Victor Meirelles, elle suscite une controverse encore plus grande que pour la bataille précédente. Mais les arguments sont similaires : on s'attaque principalement à un prétendu excès de fantaisie et de romantisme, ainsi qu'au peu de véracité historique dans la représentation de la scène,,,,. L'artiste est cependant conscient qu'un tableau est une peinture, et non la réalité : « Un tableau historique doit, en tant que synthèse, être fondé sur la vérité et reproduire les faces essentielles des faits, et, en tant qu'analyse, [être fondé] sur un grand nombre de raisonnements dérivés, à l'heure de la mise en balance des circonstances vraies et probables, et de la connaissance des lois et des conventions de l'art. » De manière surprenante, Gonzaga Duque lui-même, pourtant l'opposant le plus influent des académiciens et bien qu'il critique fortement l'œuvre, y trouve des éléments pour dire qu'Américo a finalement réussi à se débarrasser de l'orthodoxie de l'Académisme et à créer un nouveau langage personnel d'une grande vigueur. Au même moment, Américo est accusé de plagier la composition de la  Battaglia di Montebelo (« Bataille de Montebelo ») par l'Italien Andrea Appiani, et une autre controverse incandescente tente de décider laquelle des deux batailles, la sienne ou celle de Meirelles, est la mieux réalisée. Cette affaire a marqué l'époque et a été connue sous le nom de « Questão Artística de 1879 » (« Question artistique de 1879 »),,.

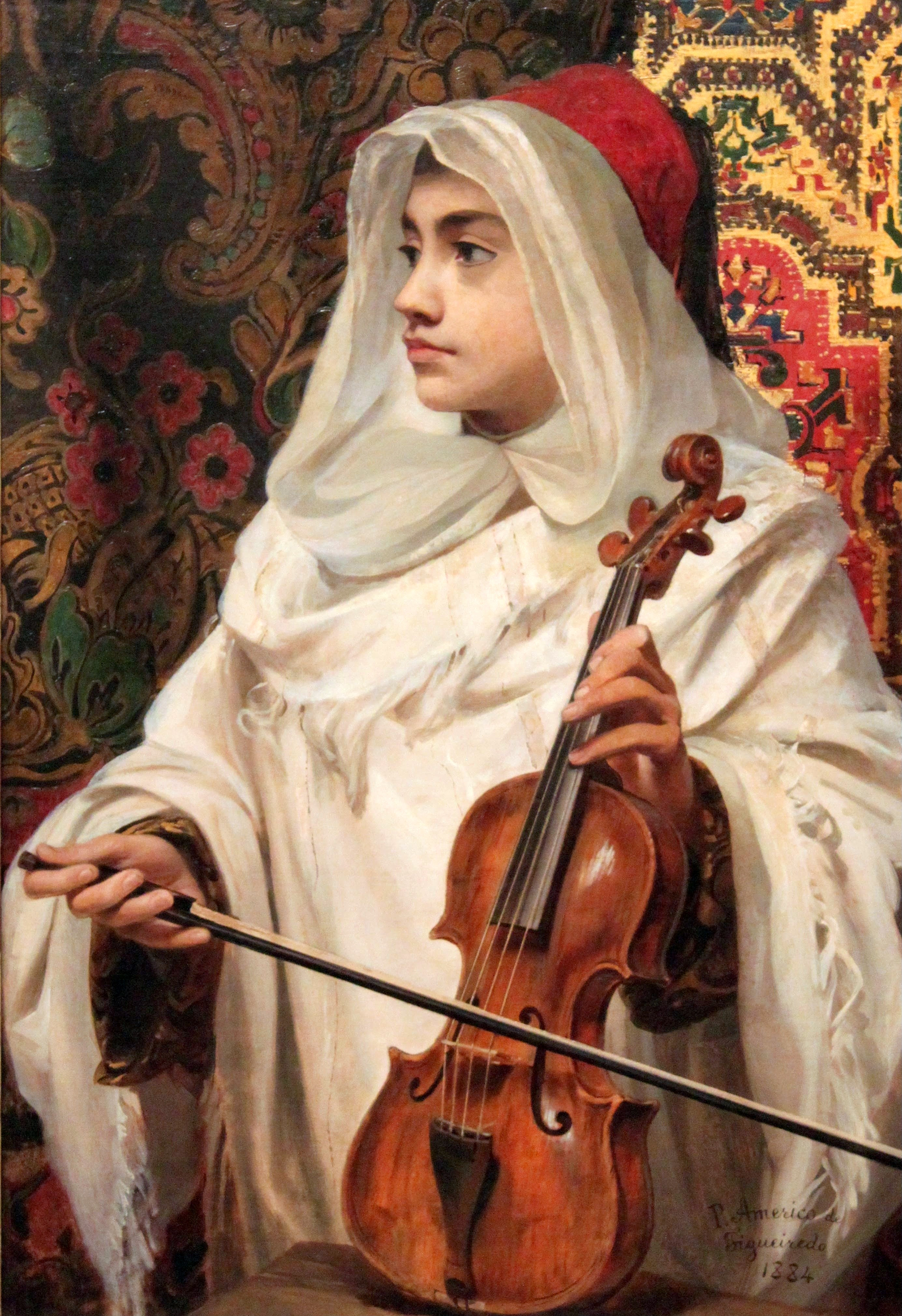
A rabequista árabe (1884, Musée national des Beaux-Arts).

Après les répercussions tonitruantes de la bataille d'Avaí, le peintre a tenté de convaincre le gouvernement de le soutenir en peignant une Batalha de 24 de Maio (« bataille du 24 mai »), mais même en offrant l'œuvre gratuitement, le projet n'a pas porté ses fruits. Désenchanté, Américo démissionne de l'Académie, ce qui lui est refusé. Quoi qu'il en soit, se prévalant de l'estime que l'Empereur lui porte, il obtient une licence et repart. Au début des années 1880, déjà en Europe, il tente encore de revenir sur le thème des batailles, en projetant une Batalha de San Marino (« bataille de Saint-Marin »), qui sera acquise par le gouvernement italien, mais ne va pas au-delà des projets préparatoires. Pedro Américo passe les années suivantes principalement à Florence, abandonnant les affaires civiques qui n'ont de marché que dans le gouvernement lui-même et se consacrant aux œuvres du romantisme tardif et sentimental, aux allégories et aux scènes d'orientation, aux thèmes historiques ou bibliques, des types qu'il préfère et qui ont une plus grande pénétration dans le public. Parmi ces œuvres, citons : A Noite acompanhada dos gênios do Estudo e do Amor (« La Nuit accompagnée des génies de l'Étude et de l'Amour »), Joana d'Arc ouve pela primeira vez a voz que lhe prediz o seu alto destino (« Jeanne d'Arc entend pour la première fois la voix qui lui prédit son haut destin »), A rabequista árabe (« Le rabbin arabe »), Os filhos de Eduardo IV (« Les enfants d'Édouard IV »), Dona Catarina de Ataíde et Jocabed levando Moisés até o Nilo (« Jocabed emmenant Moïse au Nil »). Plusieurs de ces œuvres sont exposées aux salons de l'Académie ou à Florence, et beaucoup ont été acquises par le gouvernement brésilien,,.

Independência ou Morte! (1888, Museu Paulista).

En 1885, Pedro Américo visite brièvement la France et retourne au Brésil pour occuper une chaire d'histoire de l'art, d'esthétique et d'archéologie à l'Académie impériale, à laquelle l'empereur assiste assidûment. L'année suivante, il publie un autre roman, Amor de Esposo (« Amour de mari »). Mais les commandes à Rio sont rares, sa santé n'est plus très bonne et après avoir perdu un fils, il voit ses deux autres fils tomber malades. Il parvient cependant à signer un contrat avec le gouvernement de l'État de São Paulo pour la création en trois ans d'une autre œuvre importante, Independência ou Morte! (L'Indépendance ou la Mort), peinte à Florence en 1888 et qui devient immédiatement célèbre tout en étant également controversée. Une fois de plus, son esthétique est débattue et il est accusé de plagiat,,.
Pedro Américo participe à l'Exposition universelle de Paris de 1889, où il n'expose qu'une seule photographie et des esquisses préparatoires de L'Indépendance ou la Mort. Il reçoit néanmoins les éloges d'Ernest Meissonier et l'admission comme membre de l'Académie des Beaux-Arts. Sur invitation du gouvernement français, il participe à une commission du Congrès de Régulation de la Propriété Littéraire et Artistique, et représente le Brésil au Congrès pour la Protection des Monuments Historiques, dont il assume la présidence lors de plusieurs sessions, en l'absence du président titulaire, l'architecte Charles Garnier.

### Dernières années

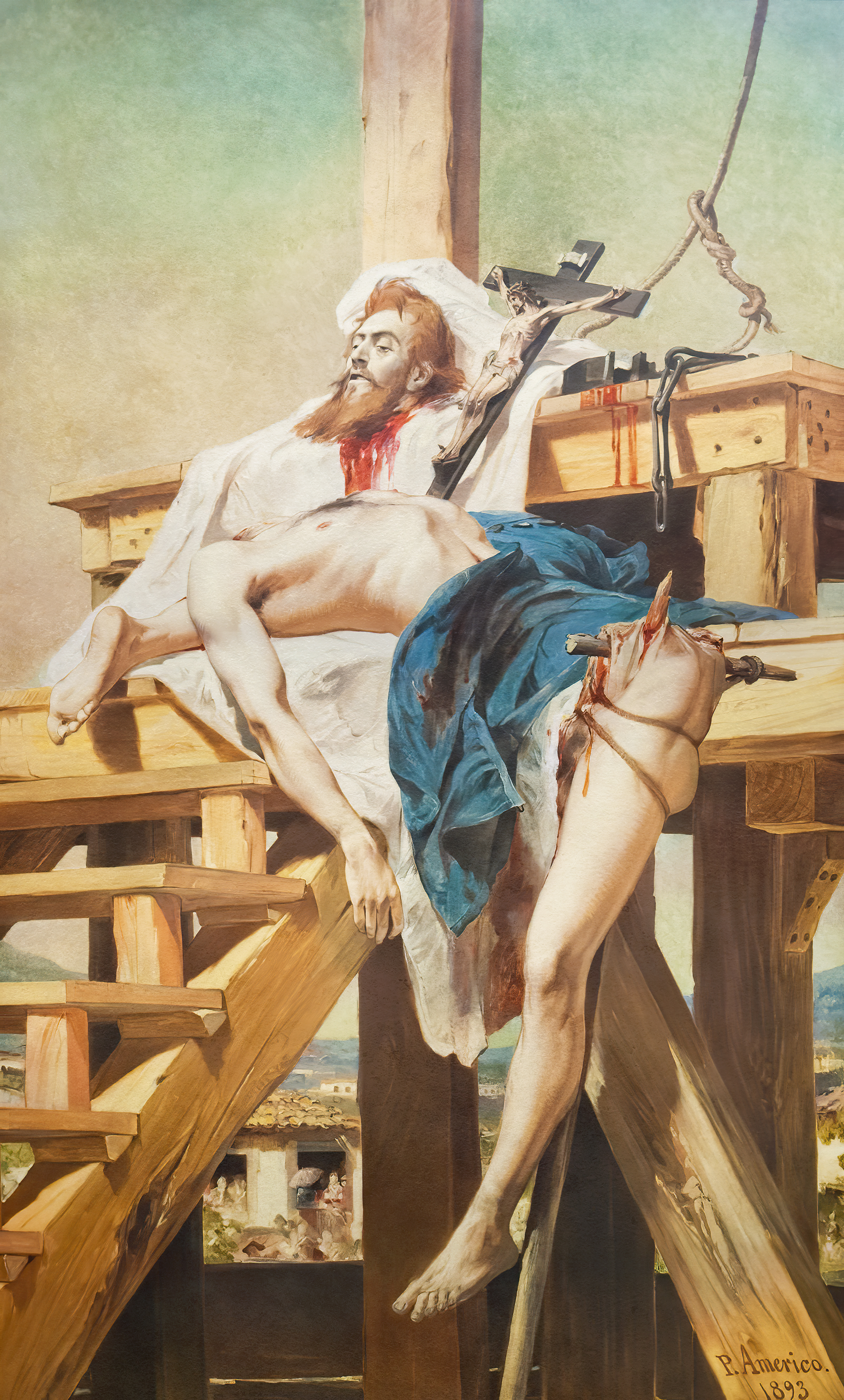
Tiradentes escuartejado (1893, Musée Mariano Procópio).

Après la proclamation de la République le 15 novembre 1889, un changement qui a conduit à l'ostracisme l'autre grand maître académique de sa génération, Victor Meirelles, Pedro Américo est de retour au Brésil et réussit à conserver une partie de son prestige auprès du gouvernement, bien que son collègue ait également été renvoyé de l'Académie impériale, qui est restructurée en tant qu'École nationale des Beaux-Arts (pt) depuis 1890. Il réalise pour le nouveau régime des œuvres plus importantes : Tiradentes esquartejado (Joaquim José da Silva Xavier écartelé ; cette œuvre fait partie d'une série projetée sur la conjuration Mineira dont il n'est pas venu à bout), Libertação dos escravos (« Libération des esclaves »), Honra e Pátria (« Honneur et patrie ») et Paz e Concórdia (« Paix et concorde »). En 1890, Américo est élu député par le Pernambuco au Congrès constitutif. Pendant son mandat, il préconise la création de musées, de galeries et d'universités dans tout le pays,,, mais sa santé déjà fragile l'empêche d'assister assidûment aux sessions.
Tout au long de sa carrière, Américo a accumulé des actifs considérables, investis en obligations d'État, mais avec la crise financière déclenchée par la Crise de l'encilhamento (pt), ses actifs se sont soudainement dévalués et il a été ruiné,. En 1894, appauvri, sa santé et sa vue se détériorant, il s'installe définitivement à Florence. Malgré ses problèmes, il continue à peindre beaucoup et à écrire. Il publie les romans O Foragido (Le Hors-la-loi, 1899) et Na Cidade Eterna (« Dans la ville éternelle », 1901).
Pedro Américo meurt à Florence le 7 octobre 1905, victime de ses « coliques au plomb », semble-t-il dues à des intoxications aux produits de peinture qu'il a utilisés. Sur ordre du président du Brésil, Rodrigues Alves, et sous les soins du baron de Rio Branco, son corps est embaumé et transféré à Rio de Janeiro, où il est exposé pendant quelques jours à l'Arsenal de Guerra. Il est ensuite envoyé à João Pessoa, où il reçoit des funérailles solennelles avec un deuil officiel, les commerces fermés et une foule d'admirateurs. Le 29 avril 1906, il est déposé provisoirement au cimetière de São João Batista, jusqu'à l'achèvement du mausolée que l'Institut historique et géographique brésilien a fait construire à Areia. Le dernier enterrement dans sa ville natale a eu lieu le 9 mai 1906, également accompagné de grands hommages. La maison où il est né est devenu un musée dédié à sa mémoire, la Casa Pedro Américo (pt),.

## Œuvre

### Œuvre picturale

#### Contexte national et académisme
À l'époque des peintres de sa génération, l'Empire entrait dans une phase de stabilité raisonnable, s'affirmait comme la plus grande puissance sud-américaine et son économie et sa culture se diversifiaient et s'étendaient. Les problèmes sont certes nombreux, mais ils sont surmontés dans une atmosphère de libéralisme et de scientisme, dans laquelle l'influence de l'Église décline et les secteurs laïques de la société se renforcent. Il était intéressant pour la nation, ainsi que pour la monarchie en vigueur, que le pays s'insère favorablement dans une économie mondiale en transformation accélérée et structurée sur un modèle capitaliste,,,. Pour atteindre cet objectif, l'empereur Pierre II, un amoureux des arts et des sciences qui avait écrit en 1856 que les deux grandes œuvres qu'il lui restait à accomplir étaient « l'organisation morale de la nationalité et la formation d'une élite », a promu un programme nationaliste de modernisation interne et de diffusion du Brésil à l'étranger. Connaissant le pouvoir de l'art comme formulateur et consécrateur de symboles et de valeurs, il lui a réservé un rôle particulier dans son programme, lui confiant la tâche d'articuler visuellement l'idéologie du nouvel Empire. Ses activités étaient concentrées dans l'Académie impériale des Beaux-Arts, fondée en 1816 et pendant de nombreuses années en fonctionnement précaire, mais depuis les années 1850 restructurée et dynamisée par un parrainage d'État plus cohérent et plus éclairé et par la performance d'érudits comme Manuel de Araújo Porto-Alegre. Pedro Américo a prospéré pendant l'apogée de l'académisme au Brésil. Cependant, malgré les progrès sensibles du système artistique, les conditions du mécénat à l'époque étaient imprévisibles et le manque de fonds officiels était un problème chronique,,,,,,. Quant au marché privé, il commençait commençait à se structurer maladroitement.
L'académisme a systématisé un répertoire de formules visuelles ayant des significations spécifiques, en prescrivant des règles pour leur utilisation, en dictionnarisant l'histoire de la visualité et en l'organisant selon une grammaire et une sémantique particulières. Plus que cela, elle a établi une méthode d'enseignement de l'art basée sur des hiérarchies de valeurs largement dérivées de la tradition philosophique et éducative de l'Antiquité classique, avec tout son rouleau de vertus morales et civiques idéalistes et toute sa rhétorique, qui se manifeste dans l'art par la beauté, l'harmonie et l'utilité publique,,,,,. Fonctionnant en étroite dépendance des États et des élites, et ayant une base philosophique idéaliste, les Académies européennes avaient naturellement tendance à être conservatrices, une caractéristique que la version brésilienne partageait avec ses homologues européennes à l'imitation desquelles elle était fondée, mais elles étaient aussi les agents d'importantes avancées artistiques et, en de nombreuses occasions, elles étaient même à l'avant-garde,,,.

#### Style et technique
Pedro Américo possédait une technique sophistiquée : il portait une grande attention aux détails et travaillait rapidement. Pour le meilleur ou pour le pire, il a toujours été un académicien, mais il était l'académicien polyvalent et éclectique de la phase la plus influente et contradictoire de l'académisme international, qui se définissait comme un mélange complexe de références classiques, romantiques et réalistes. Son œuvre exprime des aspirations idéalistes typiques du classicisme, reflétées dans ses tableaux historiques « didactiques » et ses allégories moralisatrices, dans son sens de la composition hiérarchique, et même dans ses écrits à caractère humaniste ; sa caractérisation détaillée des figures et des objets s'approche parfois du réalisme, mais son expression stylistique est principalement romantique,,,,,, ce qui n'est pas vraiment une contradiction, puisque le romantisme est lui-même un courant éclectique et idéaliste, et très redevable aux classiques,,. Mais la peinture romantique brésilienne, dans laquelle s'insère Pedro Américo, est celle de la troisième génération romantique, alors que le mouvement a déjà perdu son caractère original, rageur et révolutionnaire, devenant un courant plus doux et plus conformiste, plus esthétique et sentimental, qui s'est rapidement plié et est devenu, à bien des égards, véritablement « populaire »,,,.
Parmi les artistes qui ont peut-être eu une influence sur ses œuvres les plus importantes figurent Horace Vernet, Antoine-Jean Gros, Eugène Delacroix, Théodore Géricault et François Gérard, ainsi que les peintres italiens du Risorgimento, tels que Luigi Bechi (it). Certains critiques trouvent également en lui des influences baroques de Borgognone et du Bernin,,.

#### Peintures historiques: leur importance dans le projet national
Pour comprendre l'importance de la peinture historique en Europe et au Brésil — et de Pedro Américo dans son contexte —, il est nécessaire de faire une rétrospective. La « peinture historique » n'est pas seulement la représentation de faits historiques, mais aussi la reconstitution de faits particulièrement significatifs pour une communauté ou une nation. Il a développé une rhétorique visuelle symbolique et a eu une fonction didactique et moralisatrice. C'était le genre le plus prestigieux du système académique, c'était celui qui exigeait le plus de l'artiste en termes de créativité, de culture générale et de capacité technique ; c'était celui qui pouvait le plus facilement transmettre un message éthique et celui qui pouvait le plus parfaitement transmettre le discours des élites, consacrant leurs valeurs, s'adressant avant tout au grand public. Pour atteindre ses objectifs, la peinture d'histoire peut travailler sur des thèmes religieux, proprement historiques, ou absorber des figures mythiques du passé classique pour donner un éclat allégorique aux faits actuels, ou pour évoquer des vertus exemplaires,.
La peinture historique, qui est définie par son sujet et son but et non par son style, a une origine immémoriale, mais s'est consolidée à l'époque baroque, lorsque l'absolutisme européen se développait. Dans ce système, le pouvoir est centralisé et tous les moyens sont mis en œuvre pour garantir l'indépendance et la suprématie totales du souverain et affirmer sa gloire. À partir de la période baroque, le genre historique entre dans son époque dorée, lorsque le potentiel de sa rhétorique visuelle est perçu et exploré en profondeur par les élites et les gouvernements. Indifférent au passage des styles à travers les siècles successifs, il continue à servir les mêmes objectifs, toujours plus étroitement liés à la sphère civile de la société, bien qu'il puisse souvent incorporer des éléments religieux dans une période où la religion et l'État vivaient en étroite proximité et où la doctrine du droit divin des rois était articulée,. L'iconographie produisait, en exaltant l'État et son Roi ou ses représentants, leurs exploits militaires et leurs conquêtes, les montrant souvent bénis de Dieu ou de ses anges et de ses saints, ou entourés de divinités mythiques ; elle justifiait, par un art qui devait émerveiller, séduire et surtout convaincre et endoctriner aussi bien les sujets que les étrangers, le maintien d'un système capable d'exploits aussi impressionnants en politique que dans les arts et qui agissait en faveur les uns des autres. Lorsque le néo-classicisme est arrivé, le modèle a simplement été revisité une fois de plus,,,,,.

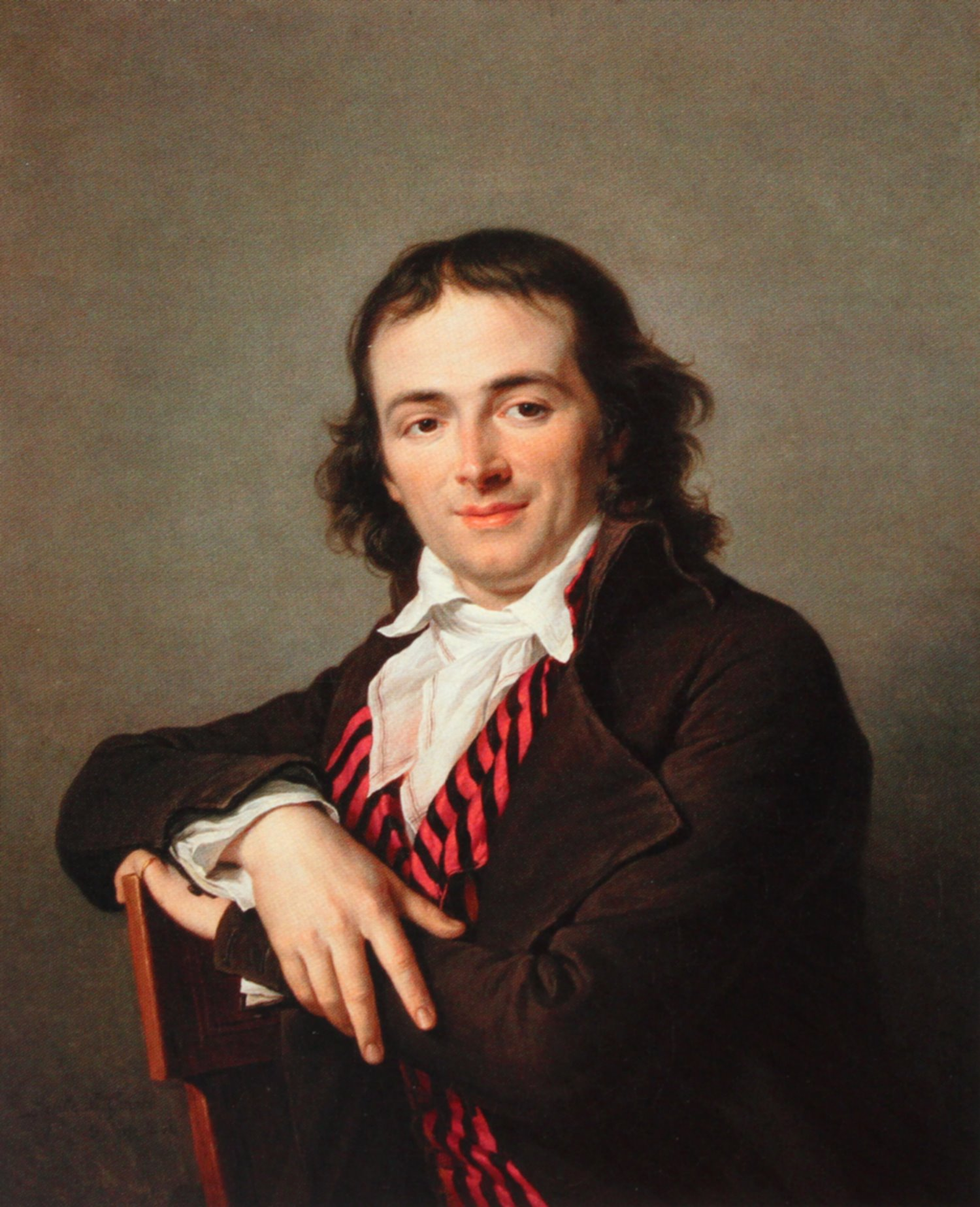
Adélaïde Labille-Guiard, Portrait de Joachim Lebreton (1795, Musée d'art Nelson-Atkins).

Le genre ne s'était pas enraciné dans le Brésil baroque car il n'y avait pas de cour pour le parrainer ni d'académies pour l'enseigner ; le territoire était une colonie portugaise qui ne servait qu'à être explorée, et sa peinture, presque entièrement consacrée au culte religieux, était pratiquée dans des systèmes corporatifs et semi-artisanaux. Lorsque Joachim Lebreton, chef de la Mission artistique française, définit la structure de la première académie brésilienne dans un mémo à João VI en 1816, la peinture d'histoire était déjà prévue dans le programme d'études, puisque Lebreton, lui-même académicien, ne fit que calquer son projet sur le programme de l'Académie de Paris, à l'époque, et dans tout l'Occident, réputée la plus avancée de toutes celles qui existaient. Cependant, comme sa version tropicale a mis du temps à fonctionner et que l'État, empire indépendant depuis 1822, était en perpétuelles convulsions et ne pouvait rien présenter de très grand pour être fier face à une population insatisfaite et encore indifférente aux arts académiques, le genre n'a pas prospéré immédiatement. Les exemples laissés par les peintres de la Mission, Jean-Baptiste Debret et Nicolas Antoine Taunay, étaient rares, d'une ampleur très modeste et ne représentaient pas toujours les événements brésiliens. Le nationalisme n'avait pas encore été ajouté au mélange, l'utilité politique de l'Académie à cette époque n'avait pas encore été comprise, il y avait peu de financement pour elle et ce n'était pas une priorité officielle de la maintenir. Ce scénario défavorable était la simple expression d'un choc frontal entre deux réalités opposées : un Brésil encore baroque, religieux et semi-sauvage, et une France néo-classique, sécularisée et sophistiquée,,,. Les Français savaient la différence, et s'attachaient à marquer leur « supériorité », mais pour aggraver les choses, ces Français étaient d'anciens bonapartistes, partisans de celui qui fut responsable de l'invasion du Portugal et de la fuite de la famille régnante au Brésil. Ainsi, d'une part, ils représentaient une menace pour les artistes baroques et, d'autre part, ils étaient considérés avec méfiance par les diplomates anglais, qui exerçaient une grande influence sur les décisions officielles du Brésil. Le gouvernement, pour sa part, avait beaucoup d'autres problèmes à résoudre. Lorsque l'indépendance fut proclamée, l'empereur Pierre Ier abdiqua rapidement et le pays passa à la régence, entrant dans une période tumultueuse. Dans ce contexte défavorable, il a fallu des décennies avant que cette Académie puisse fonctionner régulièrement et faire en sorte que ses principes esthétiques et idéologiques prennent racine,,,.
Pendant ce temps, les styles se succèdent à nouveau, le Brésil absorbe d'autres influences européennes et le romantisme commence à prédominer. Si les antécédents immédiats de la peinture historique brésilienne se situe dans le néoclassicisme, impersonnel, rationnel et universel, le romantisme, surtout dans sa deuxième et troisième génération, a notamment mis l'accent sur les notions de particulier, de moi, de minorité, de nation ou de clan par rapport au grand groupe, en cherchant à l'intégrer dans l'universalisme classique, mais en préservant un sentiment de différenciation identitaire, de cohésion interne et d'autonomie,,. Ce n'est que lorsque l'Empire se stabilisa enfin, à partir de la majorité de Pierre II, que des forces nationales s'engagèrent dans un programme nationaliste défini, et créa tout un contexte favorable, avec une Académie impériale déjà en fonctionnement stable, que la peinture historique eut les conditions pour commencer un épanouissement, trouvant en Victor Meirelles et Pedro Américo ses pionniers et ses deux plus illustres représentants, qui se manifestèrent à une très grande échelle sans précédent,,,. Même en Europe, la Bataille d'Avaí a été considérée comme une contribution novatrice à un genre ancien et vénérable, mais déjà en déclin, et qui au Brésil avait une vie si éphémère, bientôt discréditée par les modernistes,.

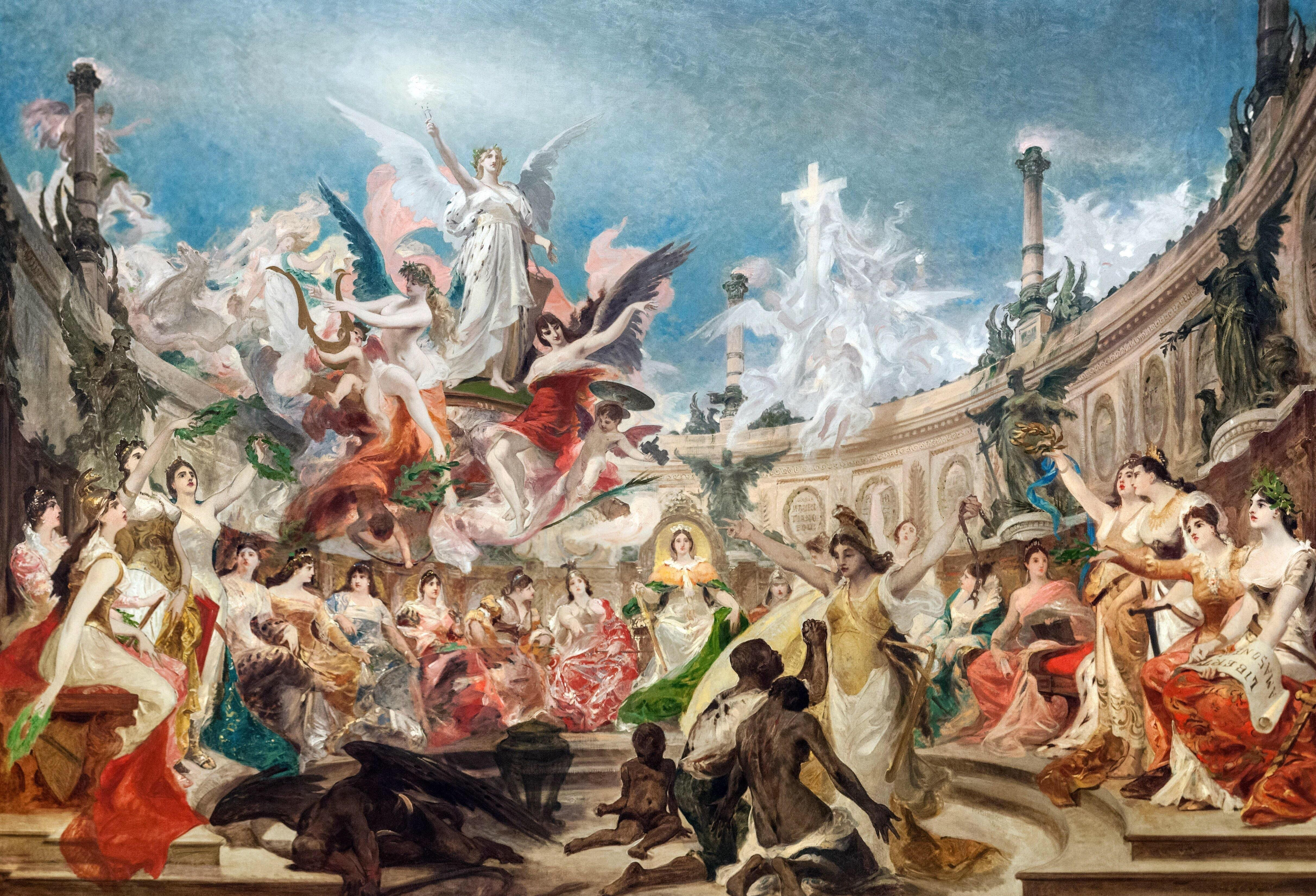
Libertação dos Escravos (1889, Palácio dos Bandeirantes).

La figure de Pedro Américo acquiert sa plus grande importance en tant que peintre d'histoire en répondant à une exigence fondamentale du gouvernement : la reconstitution de cérémonies ou d'événements historiques qui ont marqué l'autonomie institutionnelle, assuré la possession du territoire, affirmé le Brésil comme puissance militaire en Amérique du Sud ou exalté les vertus du peuple et de ses dirigeants. Cela a rassemblé les éléments pour la construction d'une iconographie nationaliste qui légitimerait ce nouveau pays devant les puissances internationales et qui ne possède pas encore sa propre symbologie. Dans la première et la plus brillante phase de sa trajectoire, celle de l'impérialisme, l'artiste a laissé des œuvres historiques depuis sa jeunesse, comme Sócrates afastando Alcebíades dos braços do vício (« Socrate repoussant Alcibiade des bras du vice », 1861) et quelques copies d'œuvres d'autres auteurs européens, mais son talent a été consacré avec Batalha de Campo Grande, Fala do Trono, Batalha de Avaí et Independência ou Morte!, qui répondaient pleinement aux besoins de l'État, dont Pedro Américo fut sans doute l'un des grands interprètes. Cette capacité d'interprète lui a assuré un succès unique parmi les élites qui l'ont parrainé, même après la création de la République, lorsque l'appropriation de l'art académique par la politique est restée essentiellement la même qu'auparavant. Il suffit de se souvenir de Libertação dos Escravos, Tiradentes esquartejado, Honra e Pátria et Paz e Concórdia, les plus importantes œuvres de la deuxième phase de sa carrière, toutes peintes pour l'officialité républicaine. Celles de la première phase sont des œuvres majestueuses, érudites et typiquement romantiques. Celles de la deuxième phase — à l'exception de Tiradentes, qui est une pièce de réalisme dur — sont des allégories typiques de l'art éclectique et sentimental qu'est l'art pompier. Sur le plan stylistique, l'ensemble de ses peintures historiques reflète les transformations des tendances dominantes de l'univers académique de son époque. Dans sa carrière de peintre d'histoire, il a toujours suscité de vives controverses, étant idolâtré par les uns, exécrés par les autres,,,,.

#### Peintures bibliques et autres thèmes

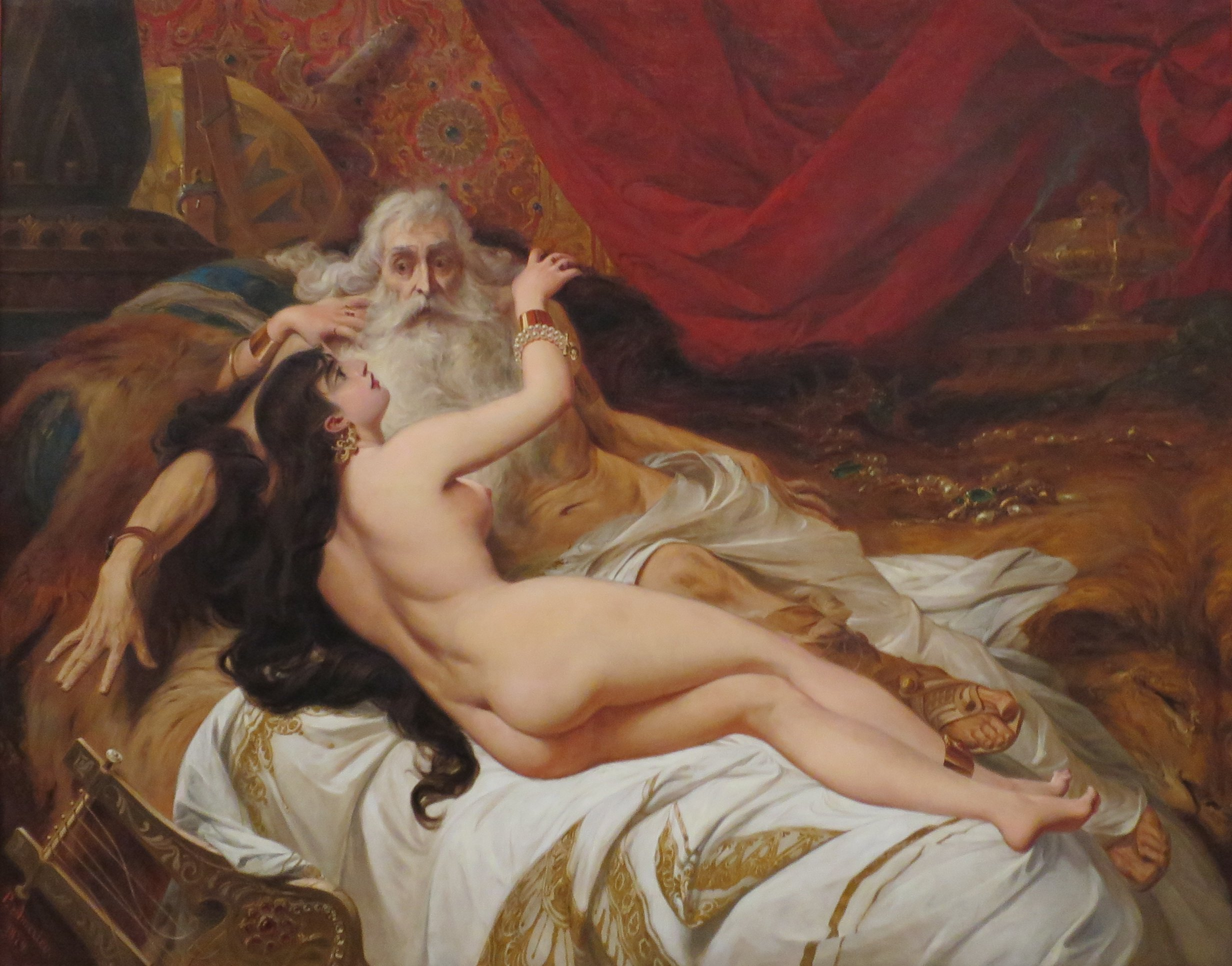
David em seus últimos dias é aquecido pela jovem Abisag (1879, Musée national des Beaux-Arts).

Bien que Pedro Américo soit surtout connu pour ses œuvres civiques, elles ne constituent qu'une fraction — de fait, la plus petite — de son œuvre complet. Selon lui, c'est le thème biblique, en particulier l'Ancien Testament, qui l'a le plus attiré : « Ma nature est différente. Je ne pense pas pouvoir me plier facilement aux exigences passagères des coutumes de chaque époque. [...] Ma passion, seule l'histoire sacrée est le saint. » À ce genre, également très apprécié des académiciens, considéré comme une branche de la peinture d'histoire, il a consacré la majeure partie de la deuxième phase de sa carrière, à partir des années 1880. En dépit de son thème religieux, les compositions bibliques caractérisent son romantisme bourgeois avec un accent décoratif et un amour pour l'exotisme. En plus d'être une préférence personnelle, elles reflètent un changement de contexte et répondent au goût d'un nouveau public, bourgeois et sentimental, qui n'est pas un marché pour les œuvres historiques traditionnelles, mais commence à apprécier des images plus soucieuses de leur propre réalité ou qui sont des consommables sans plus de complications. S'il a préféré la Bible comme source d'inspiration, il n'a pas manqué de pénétrer dans d'autres domaines que ceux qui étaient populaires, en portant sur toile des thèmes littéraires et médiévaux également,,,.

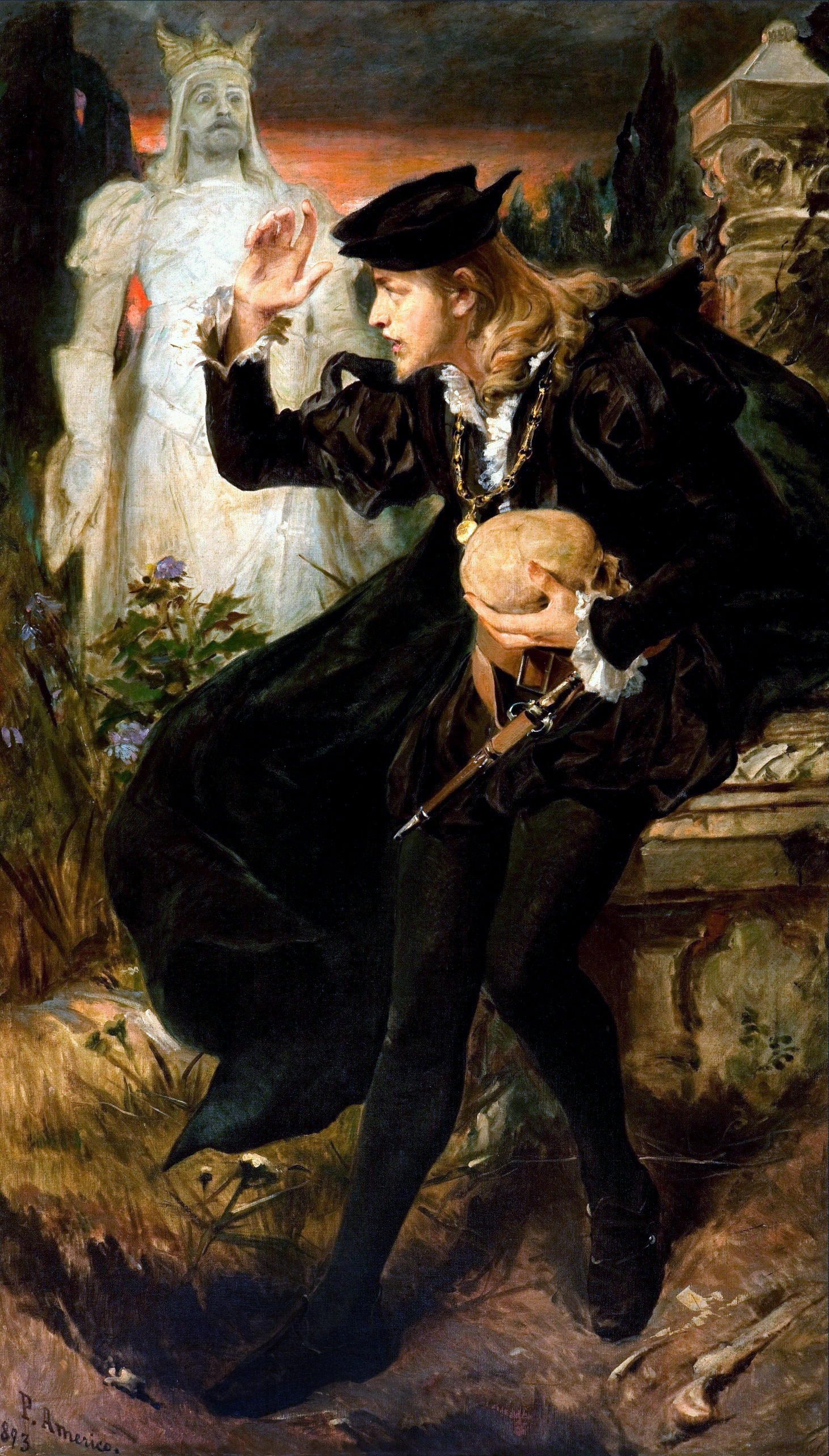
Visão de Hamlet (1893, Pinacothèque de l'État de São Paulo).

Une partie de cette évolution des préférences générales vers le prosaïque et l'accessible est due à l'essor de l'esthétique réaliste, progressivement incorporée par les académiciens à la fin du siècle, et à la popularisation de la photographie, dont des peintres comme Pedro Américo ont commencé à se servir comme aide à la peinture. Dans ce contexte, la peinture académique continue d'être appréciée par la bourgeoisie, qui ne méprise ni l'aura de prestige dont elle est encore revêtue, ni la haute qualité technique de sa production,. Dans le résumé d'Ivan Coelho de Sá, il explique :

« La société bourgeoise, tant en Europe qu'au Brésil - où elle a connu un développement tardif en raison du décalage historique - s'identifiera très fortement à l'académisme, surtout en raison de la richesse et de la polyvalence des thèmes qui ont permis un véritable voyage dans un monde de rêve et de fantaisie : héroïsme gréco-romain, renouveau historique, drame biblique et littéraire, bucolicisme, exotisme oriental et nouveaux types urbains. À une époque où il n'y avait pas de cinéma, dont les premiers pas n'ont été faits qu'à la fin du XIXe siècle, le théâtre et, surtout, l'opéra, étaient les seuls rivaux du potentiel visuel, rhétorique et narratif de l'art académique. »

Pour ce public, Pedro Américo a laissé une production importante, mais peu étudiée, restant dans l'ombre de ses réalisations historiques. Cette partie de son œuvre a été sévèrement critiquée par les modernistes qui y ont trouvé des excès de sentimentalisme et d'intellectualisme, ce qui l'aurait conduit à l'affectation et à l'artificialité. Ces attaques ont laissé une telle marque négative sur lui que, jusqu'à ce jour, cette production est largement oubliée ou négligée,,,. Parmi les œuvres de ce groupe que l'on peut mettre en avant, on peut citer David em seus últimos dias é aquecido pela jovem Abisag (« David dans ses derniers jours est réchauffé par la jeune Abisag », pièce rare pour son sensualisme provocateur), la seconde version de A Carioca, Abelardo e Heloísa, Judite rende graças a Jeová por ter conseguido livrar sua pátria dos horrores de Holofernes (« Judith rend grâce à Jéhovah pour avoir réussi à débarrasser sa patrie des horreurs d'Holopherne »), O Voto de Heloísa (« Le vœu d'Hélène »), Os filhos de Eduardo IV (« Les enfants d'Edouard IV »), A rabequista árabe (« Le rabbin arabe »), Joana d'Arc ouve pela primeira vez a voz que lhe prediz o seu alto destino (« Jeanne d'Arc entend pour la première fois la voix qui lui prédit sa haute destinée »), Visão de Hamlet (« Vision de Hamlet ») et Jocabed levando Moisés até o Nilo (« Yokébed conduisant Moïse au Nil »),,.

#### Liste des œuvres picturales de Pedro Américo
Œuvres principales :
| Image | Titre                                             | Année          | Conservation                                                                  |
| ----- | ------------------------------------------------- | -------------- | ----------------------------------------------------------------------------- |
|       | Sócrates afastando Alcebíades dos braços do vício | 1867           | Musée Dom-João-VI                                                             |
|       | A Carioca                                         | 1863           | Localisation inconnue                                                         |
|       | Visão de São Paulo                                | c. 1868        | Acervo Artístico-Cultural dos Palácios do Governo do Estado de São Paulo (pt) |
|       | Batalha do Campo Grande                           | 1871           | Musée impérial du Brésil                                                      |
|       | Fala do trono                                     | c. 1872        | Musée impérial du Brésil                                                      |
|       | Batalha do Avaí                                   | de 1872 à 1877 | Musée national des Beaux-Arts                                                 |
|       | A rabequista árabe                                | 1884           | Musée national des Beaux-Arts                                                 |
|       | Independência ou Morte!                           | 1888           | Museu Paulista                                                                |
|       | Honra e Pátria                                    | 1905           | Coll. priv.                                                                   |
|       | Tiradentes esquartejado                           | 1893           | Musée Mariano Procópio                                                        |

### Œuvre littéraire

#### Essais et textes critiques

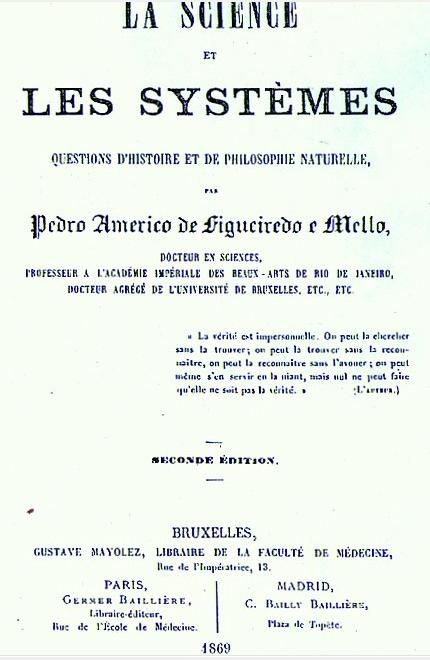
Couverture de la deuxième édition de La Science et les systèmes : questions d'histoire et de philosophie naturelle, publiée à Bruxelles en 1869.

Pedro Américo a laissé plusieurs ouvrages théoriques d'histoire, de philosophie naturelle et de beaux-arts, et a écrit de la poésie et des romans. Cette production est cependant beaucoup moins connue et étudiée que ses peintures, et sa valeur a été mise en doute, mais elle demeure importante en ceci qu'elle révèle d'autres facettes de sa pensée,. Ses premières tentatives littéraires étaient des poèmes écrits alors qu'il étudiait au Collège Pedro II, et son texte le plus important est l'essai La Science et les systèmes : questions d'histoire et de philosophie naturelle (en français), une thèse qu'il a soutenue à l'Université libre de Bruxelles. Considéré comme le résumé de sa conception philosophique, il a été très bien reçu et s'est vu offrir le poste de professeur assistant à l'université. La thèse traite de l'évolution historique des arts, de la philosophie et des sciences, en recherchant une universalité de la pensée de la Renaissance, et traite confortablement d'une grande richesse de références érudites de divers domaines de la connaissance. L'analyse de Carolina Invernizio a mis en évidence son opposition au positivisme, une philosophie très influente en France et dans le Brésil de son temps, et son affiliation plus directe, selon Sílvio Romero et José de Carvalho, est l'aspect spiritualiste de l'éclectisme français, se rapprochant de la pensée de Victor Cousin, Jules Michelet et Edgar Quinet. Pour lui, la science, tout comme l'art, doit être exempte d'obligations particulières, abolissant les dogmes, les opinions arbitraires et les systèmes d'exclusivité, considérés comme essentiels à son épanouissement : libre investigation, libre création et libre pensée. Dès la préface, Américo avertit :

« Si ce livre avait été écrit au Brésil, il manquerait certainement de couleur locale, car aucune des questions que j'aborde avec certains développements n'est traitée ici d'un point de vue national ; ainsi, quiconque le lirait sans réfléchir à ce fait — à savoir que la situation morale et intellectuelle de l'Europe est tout à fait différente de la nôtre — le trouverait, à bien des égards, quelque peu vide et dénué de sens. Mais est-il donc nécessaire d'écrire un livre pour prouver que la science est libre ? Pour prouver que nous avons peut-être une âme immatérielle, ou que l'homme est un animal rationnel ? [...] Mais, pour quiconque a suivi l'évolution historique de la science et connaît la situation actuelle des esprits en Europe, toutes ces questions se posent comme autant d'autres problèmes dont les solutions, sans cesse remises en cause par les esprits exclusivistes, méritent d'être toujours renouvelées dans le sens le plus vrai et le plus impartial. »

Ses autres essais traitent de thèmes similaires, soulignant l'éducation comme prémisse du progrès, discutant de la nature du beau et de l'idéal, affirmant la primauté de l'art dans l'ordre social et son rôle éducatif et civilisateur inhérent, valorisant le témoignage de l'histoire et de la recherche scientifique, et prêchant une alliance entre la raison et la sensibilité à la voie classique. La même inclination se retrouve en partie dans sa correspondance et dans les textes sur l'esthétique et l'histoire de l'art qu'il divulgue dans les journaux, à l'instar des Considerações Filosóficas sobre as Belas Artes entre os Antigos: A Arte como Princípio Educativo (« Considérations philosophiques sur les beaux-arts chez les Anciens : L'art comme principe éducatif », 1864), publié sous la forme d'une série de 22 articles dans le journal Correio Mercantil de Rio de Janeiro, qui constituent un jalon pionnier dans l'histoire de l'éducation et de la presse au Brésil. Son écriture est généralement très articulée, passant rapidement d'une référence à l'autre. Dans ces œuvres, il a également souvent formulé des critiques sociales, économiques, historiques et politiques, se plaignant du retard du Brésil par rapport aux nations européennes, signalant les sources de problèmes et suggérant des solutions, défiant souvent les autorités et le gouvernement, et essayant de comprendre le phénomène culturel dans une perspective intégrée à la société dans son ensemble et au complexe de déterminants à l'œuvre à chaque moment historique.
Sa participation à la politique de la nouvelle république en tant que député a donné lieu à plusieurs discours et projets, rassemblés et publiés sous le nom de Discursos Parlamentares (« Discours parlementaires », 1892), où, déçu, il a souvent critiqué l'inertie et l'immaturité du pouvoir public, dénoncé la similitude entre la rhétorique de la monarchie et du républicanisme et déploré le retard général dans lequel vivait le Brésil. Il a principalement défendu la création de musées et d'universités publics et gratuits comme institutions indispensables dans un organisme d'éducation publique complet, et comme bases pour la constitution d'une culture authentiquement brésilienne. Mais, selon Francisca Gois Barros, ces idées « n'ont guère impressionné l'illustre assemblée, essentiellement attentive aux graves problèmes de la reconstitution politique du pays. [...] Écoutées avec un mélange d'admiration et d'applaudissements, elles ont été classées dans les annales du Congrès, comme de précieux pétales dans un herbier opulent mais oublié. »

#### Romans

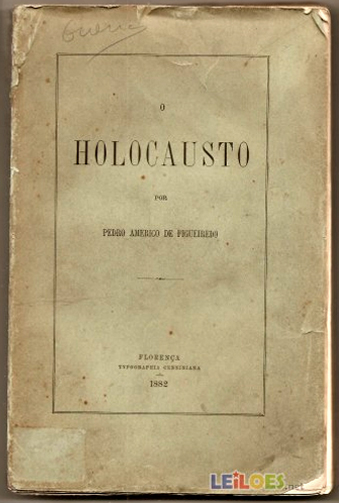
Couverture de l'édition de 1882 d’Holocausto, publié à Florence.

Enfin, ses romans sont des récits ultra-romantiques d'une sentimentalité pathétique et extrême, associés à une description réaliste, presque photographique, des environnements et des détails. Ils sont semi-autobiographiques, manichéistes, argumentatifs, asymétriques, prosélytes, dans lesquels des hommes typiquement jeunes issus de familles pauvres mais intactes tentent héroïquement de gravir les marches du progrès par leurs propres efforts, au milieu de tourments sans fin et de l'opposition des forces du mal, représentée par l'incompréhension, l'envie, le manque de perspectives et l'apathie des autres. En fait, dans ses quatre romans, trois ont des protagonistes qui sont nés et ont vécu leur jeunesse dans le Sertão, une région du nord-est du Brésil où Pedro Américo est également né et a grandi ; elle est notoire pour la pauvreté de sa population et son environnement semi-aride, hostile à la vie humaine. Dans Holocausto (« Holocauste »), sa ville natale, Areia, qui sert de cadre à l'intrigue, est décrite de manière très vivante dans ses détails géographiques et son profil urbain. Comme ce sont des jeunes sensibles, ils sont enclins aux arts, mais pour cette raison ils souffrent plus intensément face aux malheurs. Ils tombent amoureux de filles qui sont tout aussi vertueuses et intellectualisées, mais leur amour se heurte aussi à l'opposition de personnes perfides et malfaisantes. En général, ces jeunes gens purs vivent martyrisés, victimes de leur propre noblesse et sophistication innées, étouffés dans un environnement barbare et grossier. Le résultat est souvent tragique. Les intrigues ne se limitent pas au plan fictif : elles approfondissent les questions sociales, politiques et culturelles présentes à son époque,. Dans l'introduction d’Holocausto — un « roman philosophique de caractère et de coutumes », le plus connu de ses romans, apprécié par Joaquim Nabuco, Giulio Piccini (it) et d'autres intellectuels du Brésil et d'Europe —, Américo présente l'intention didactique :

« Inspirée par la mémoire vivante d'événements qui ont largement réussi en ma présence, ou par celle d'amis dignes du plus grand crédit, l'histoire de l'existence singulière que j'ai cherché à esquisser ici servira à démontrer combien notre société a progressé au cours du dernier quart de siècle, et, en même temps, combien il reste à faire pour mériter l'incomparable pays que Dieu a marqué pour elle par le scénario. »

Cependant, dès le début du roman lui-même, la tzigane Rhadamine fait de sombres prédictions pour le protagoniste, Agavino, qui sert d'axe structurant à l'ensemble du récit « toutes les prédictions de la gitane sont confirmées » et permet au lecteur de saisir quelque chose de l'atmosphère psychologique oppressante qui est très présente dans le texte, ainsi que d'analyser son style d'écriture fleuri :

« Tu seras un grand misérable parce que tu as des talents, des vertus et un cœur pur. Je n'ai pas besoin de lire votre destin dans la paume de votre main droite, car il est écrit sur votre front et dans vos actions. Oh, comme votre existence sera triste ! [...] Peuple, pays, grands et petits, sages et ignorants, tous se moqueront de vous quand ils vous verront passer par le chemin du devoir et du sacrifice. Triste et solitaire comme un condamné dans sa cellule, vous ne pourrez même pas sourire à la femme que vous aimez, sans sentir immédiatement sur vos lèvres l'amertume de la myrrhe et le frottement du chardon sauvage. En vain, vous invoquerez la justice des hommes : elle se moquera de votre ingéniosité, et vous persécutera même pour être fou. Expulsé du sein de votre pays, vous y reviendrez comme l'enfant qui se sevre. [...] Le baume de l'espoir vous sera interdit. [...] Savez-vous quelle sera la dernière gorgée de votre tasse d'amertume ? La jalousie. Cela vous comblera ! Enfin, la science humaine elle-même, à laquelle vous croyez et dont vous venez de me menacer, va mutiler votre cadavre pour prouver aux curieux que vous avez l'intérieur physique d'une personne malfaisante ! C'est le prix de votre vertu ! Et maintenant que vous avez entendu, allez, marchez et souffrez : ce sera de votre plein gré! »

Dans Na Cidade Eterna (« La Ville éternelle »), la lamentation désolée de Heitor de Montalvano, son héros tragique, un homme solitaire « à l'âme déchirée » mais pur et droit, qui luttait de façon peu glorieuse contre la politique — « le monstre sans entrailles » —, répète en substance la même raison :

« Pour celui qui connaît les mirages produits par l'imagination d'une âme assoiffée, et qui a déjà prouvé la tristesse qui engendre les désillusions de l'existence, seul le monde intérieur est digne de l'abriter, ainsi que de contenir les idéaux qui le bercent encore comme une dernière caresse ; seule la maîtrise de ces réalités impalpables nées dans les profondeurs du sentiment et illuminées par le flambeau de la poésie ont des charmes qui peuvent adoucir les plumes d'une vie d'espoirs inconfortables. »

Dans un autre passage d’Holocausto, qui décrit l'arrivée d'Agavino à Rio de Janeiro, on peut voir son intérêt pour une description réaliste de l'environnement, combinant des détails scientifiques avec des commentaires sur le contexte politique et social :

« Le panorama qui se déroulait sous ses yeux, composé de l'approche optique ou réelle de collines creusées et de petits bâtiments aux contours ridicules et à l'architecture absurde, et ayant pour toile de fond les sombres montagnes de Tijuca ; la grande quantité de mouettes des espèces les plus honteuses, qui s'adonnaient autour des navires, ou débarquaient dans la surface nuageuse de la mer, où elles faisaient flotter les excréments des marchés et les impuretés d'une ville privée d'égouts ; l'innombrable banc de petites embarcations, qui entourait la vapeur avec un équipage composé de noirs et de blancs en lambeaux, parlant la langue douce des Brésiliens avec un accent étrange ; les blancs fallacieux, avec leur marin d'esclaves couvert seulement de cette lanière qui rame au son de la gaffe du batelier ; ces plages sordides, nues de tout artefact hydraulique, d'où les étrangers étaient heureux de prendre la photo, pour se moquer de notre petite propreté ; la foule de gens minables et dégoûtants, qui se voyaient sur les rustiques ponts de débarquement ; Tout cela, ajouté à une chaleur supérieure à celle de l'arrière-pays, un horizon couleur d'argile, une atmosphère humide et lourde imprégnée des parfums les plus ambigus, et les nouvelles qui résonnaient partout de fièvres, de famine, de crises commerciales et de calamités en tous genres, a impressionné Agavino d'une manière très différente de ce qu'il attendait, Surtout après avoir entendu les histoires racontées à bord par le président - dont le concept faisait de Rio de Janeiro une capitale digne du royaume des utopies - et après avoir admiré la côte de Cabo Frio à Gávea, l'entrée grandiose du bar, la vaste et pittoresque baie, qui s'incurve jusqu'au pied de l'incomparable chaîne de montagnes de Petrópolis, en un mot, le spectacle d'une nature opulente, et prodigue des splendeurs les plus augustes ; la nature digne, par conséquent, d'inspirer les législateurs et les architectes brésiliens, ainsi que les pompeux Fluminenses ont inspiré le président dans son sublime audace oratoire. »

La consolation et l'espoir de Pedro Américo pour les problèmes du monde ont été placés dans l'art et la science, comme l'exprime la description de la transformation d'Agavino d'un spectateur passif en un acteur conscient dans le drame de sa propre vie :

« L'art et la science lui apparurent alors en esprit comme deux étoiles bénies dans un ciel dépeuplé de lumières, pour le réconforter dans sa résignation, le guider sur la voie de l'idéal, et le réconcilier avec la Sainte Cause des choses, sans sacrifice de conscience et de liberté, de menace continuelle des doutes nunaux d'irrémédiable incrédulité. L'un lui expliquerait la beauté, l'autre le problème de l'existence. Peut-être lui apporteraient-ils un soulagement dans cette grande forge de deuil qu'est la vie sociale. C'est ainsi que, peu à peu, la conscience d'une nouvelle idée, la véritable supériorité de l'homme instruit, a été envahie : Un amour brûlant différent de celui de la femme, celui de la vérité et de la beauté ; une conviction différente de la croyance vivante des théologiens, la conviction que la notion théologique de Dieu et de l'univers devait être convertie en principe scientifique afin de résister aux doutes redoutables du christianisme ; un sentiment qui est semblable et pourtant supérieur au patriotisme étroit et exclusif des hommes politiques, l'amour de l'humanité ; une vertu, enfin, plus noble que celle dont les timbres qui craignent les peines éternelles, c'est-à-dire la pratique continue du bien pour le bien, sans se soucier des craintes de l'enfer ou des espoirs des béatitudes célestes. »

#### Liste de ses publications

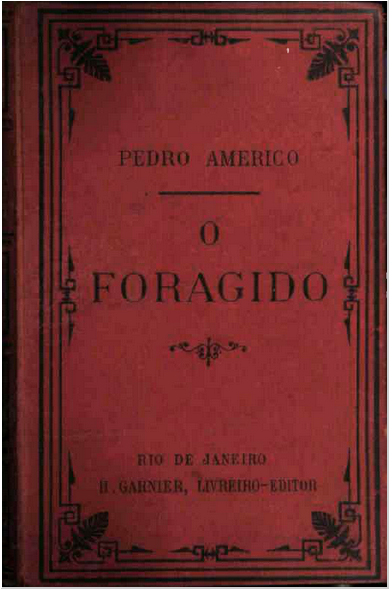
Couverture de l'édition de 1899 de O Foragido, publié à Rio de Janeiro.

Liste établie selon Gois Barros, Guimarães Júnior, Filguerias, Carvalho, la revue scientifique Cambiassu et les pages annexes d'une édition d’O Foragido
- Sonetos e Rimas, c. 1854-56
- A Reforma da Escola de Belas-Artes e a Oposição, 1863
- Refutação à "Vida de Jesus" de Renan, 1863 (ouvrage introuvable[5])
- Considerações Filosóficas sobre as Belas Artes entre os Antigos: A Arte como Princípio Educativo, 1864
- Cartas de um Plebeu, 1864
- Holocausto (romance), 1865
- Compêndio de Botânica Superior, c. 1865 (ouvrage introuvable[9])
- La Science et les systèmes : questions d'histoire et de philosophie naturelle, 1868
- Hipótese Relativa ao Fenômeno Chamado Luz Zodiacal, 1869
- Memória sobre a Conjugação da Spyrogyra quinina e Teoria da Polaridade dos Sexos, 1869
- Discursos Acadêmicos, 1870, 1880
- Histórico e Análise Estetigráfica do Quadro de um Episódio da Batalha de Campo Grande, 1871
- Discurso sobre o Plágio, 1880
- Do Ensino Livre das Ciências Naturais, 1882
- Romance de Esposo (roman), 1886
- O Brado do Ipiranga, 1888
- O Foragido (roman), 1889
- Discursos Parlamentares, 1892
- Na Cidade Eterna - Sonho de Juventude (roman), 1901[q]

## Distinctions et hommages
Pedro Américo a reçu de son vivant les honneurs de peintre d'histoire de la Chambre impériale ; a été fait officiel, grand dignitaire puis commandeur de l'Ordre impérial de la Rose ; chevalier de la Couronne d'Allemagne et grand chevalier de l'Ordre du Saint-Sépulcre,.
Il a été membre de plusieurs académies européennes. Il est patron de la chaire numéro 24 de l'Académie des Lettres Paraibana (pt).
Au début du XXIe siècle, sa toile Fala do Trono a été imprimée sur une carte téléphonique du système Telebrás.
Une place de João Pessoa porte son nom et y arbore un buste du peintre ; un autre buste est érigé sur le Passeio Público de Rio de Janeiro ; et un buste le représentant orne la Via Maggio à Florence. Dans sa ville natale, une rue porte son nom, et la maison où il est né est désormais un musée en sa mémoire : la Casa Museu Pedro Américo (pt),,.

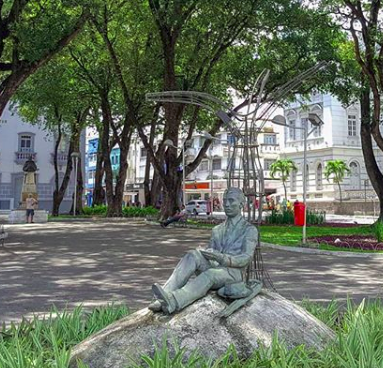
Place Pedro Américo à João Pessoa, avec une statue du poète Augusto dos Anjos, en 2019.
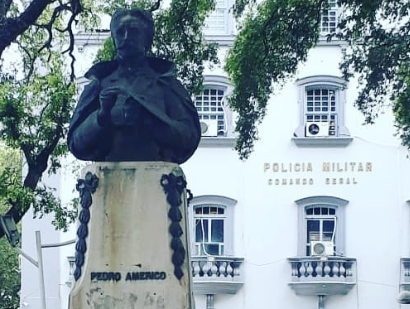
Buste représentant Pedro Américo sur la place éponyme à João Pessoa, en 2019.
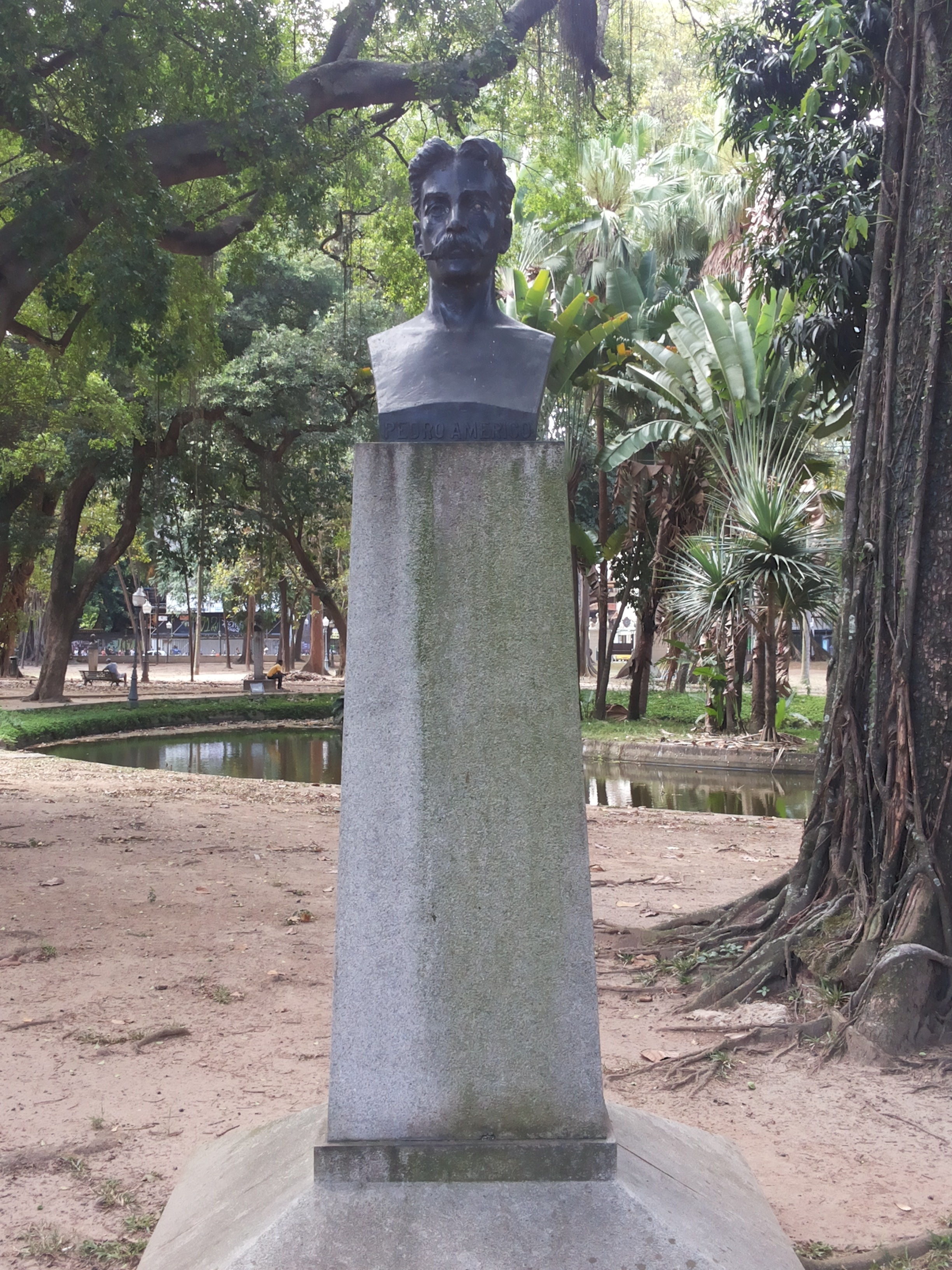
Buste représentant Pedro Américo sur le Passeio Público de Rio de Janeiro, en 2014.
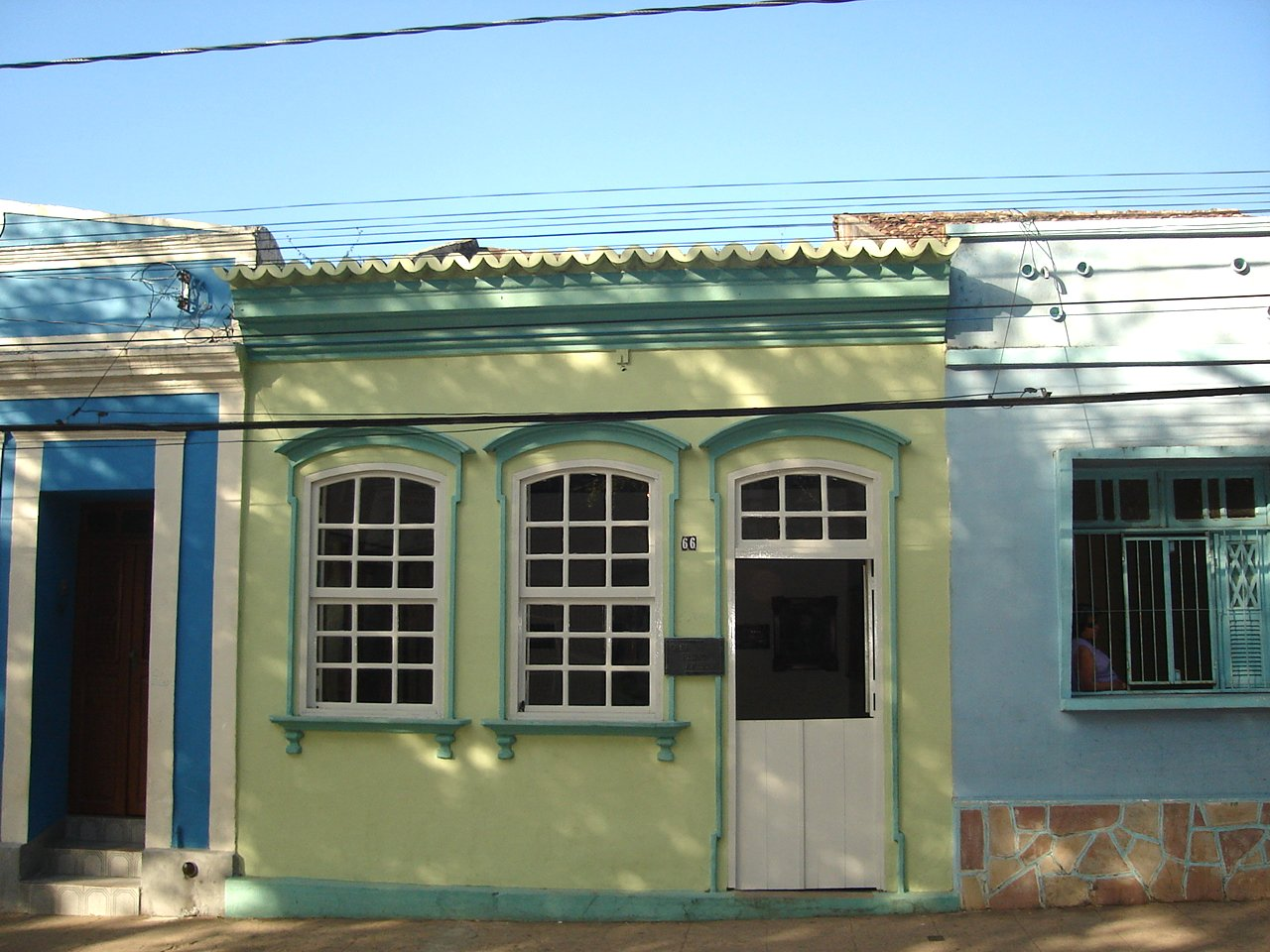
Façade du Musée Casa Museu Pedro Américo (pt), en 2007.